# Lijst van deelnemende schepen aan Sail Amsterdam 2015

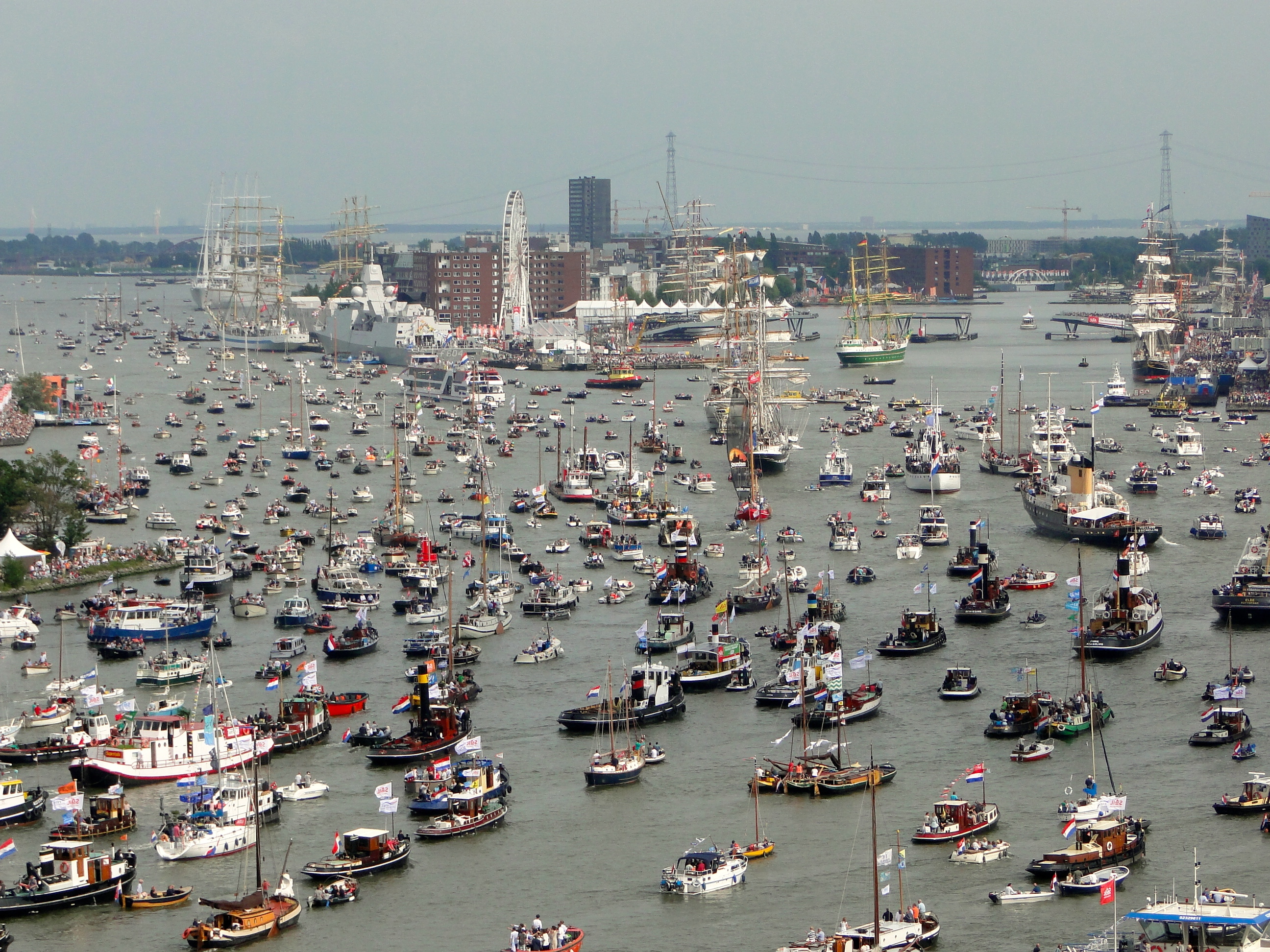
Schepen op het IJ in Amsterdam tijdens Sail 2015

Dit is een lijst van deelnemende schepen aan Sail Amsterdam 2015. De lijst bevat de schepen die aangemeld zijn.
Door bij "Sail-In eskader" de sorteerpijl te gebruiken worden de deelnemers zichtbaar op linie (volgorde). In de praktijk was het eerste eskader historische schepen minder als zodanig herkenbaar, omdat veel bootjes en schepen zich in het eskader voegden.
De ligplaatsen van de grote zeilschepen zijn overgenomen van de ligplaatsenplattegrond. Van het varend erfgoed uit het schippershandboek. De schepen zonder vaste ligplaats in het evenementgebied waren wel aangemeld en geregistreerd, maar voeren rond en hadden hun ligplaats elders.

## Zeilschepen
| Lijst van deelnemende zeilschepen aan Sail Amsterdam 2015 | Lijst van deelnemende zeilschepen aan Sail Amsterdam 2015 | Lijst van deelnemende zeilschepen aan Sail Amsterdam 2015 | Lijst van deelnemende zeilschepen aan Sail Amsterdam 2015 | Lijst van deelnemende zeilschepen aan Sail Amsterdam 2015 | Lijst van deelnemende zeilschepen aan Sail Amsterdam 2015 | Lijst van deelnemende zeilschepen aan Sail Amsterdam 2015 | Lijst van deelnemende zeilschepen aan Sail Amsterdam 2015 | Lijst van deelnemende zeilschepen aan Sail Amsterdam 2015 | Lijst van deelnemende zeilschepen aan Sail Amsterdam 2015 | Lijst van deelnemende zeilschepen aan Sail Amsterdam 2015 | Lijst van deelnemende zeilschepen aan Sail Amsterdam 2015 |
| Naam                                                      | Sail-In eskader                                           | Ligplaats                                                 | Soort schip                                               | Bouwjaar                                                  | Lengte (m)                                                | Lengte (m)                                                | Breedte (m)                                               | Diepgang (m)                                              | Zeiloppervlak (m²)                                        | Foto                                                      |                                                           |
| Naam                                                      | Sail-In eskader                                           | Ligplaats                                                 | Soort schip                                               | Bouwjaar                                                  | totaal                                                    | romp                                                      | Breedte (m)                                               | Diepgang (m)                                              | Zeiloppervlak (m²)                                        | Foto                                                      |                                                           |
| --------------------------------------------------------- | --------------------------------------------------------- | --------------------------------------------------------- | --------------------------------------------------------- | --------------------------------------------------------- | --------------------------------------------------------- | --------------------------------------------------------- | --------------------------------------------------------- | --------------------------------------------------------- | --------------------------------------------------------- | --------------------------------------------------------- | --------------------------------------------------------- |
| Abel Tasman IMO 5202794 Nederland                         | Neen                                                      | Het IJ Noordwal 59                                        | Schoener                                                  | 1913                                                      | 40,5                                                      |                                                           | 6,60                                                      | 2,50                                                      | 350                                                       | meer foto's                                               |                                                           |
| Admiraal van Kinsbergen ENI 02302173 Nederland            | Neen                                                      | Geen                                                      | Barkentijn                                                | 1891                                                      | 67,00                                                     |                                                           | 6,60                                                      | 2,10                                                      | 600                                                       | meer foto's                                               |                                                           |
| Alexander von Humboldt II IMO 9618446 Duitsland           | 065                                                       | IJhaven Veemkade 9                                        | Bark                                                      | 2011                                                      | 64,73                                                     | 57                                                        | 10                                                        | 5                                                         | 1360                                                      | meer foto's                                               |                                                           |
| Ambiance ENI 02303678 Nederland                           | Neen                                                      | Geen                                                      | Klipper                                                   | 1908                                                      | 39,8                                                      | 38,95                                                     | 6,02                                                      | 1,25                                                      | 350                                                       |                                                           |                                                           |
| ARC Gloria IMO 8642555 Colombia                           | 173                                                       | IJhaven Veemkade 15                                       | Bark                                                      | 1968                                                      | 76,00                                                     | 64,60                                                     | 10,60                                                     | 5,00                                                      | 1250                                                      | meer foto's                                               |                                                           |
| Artemis IMO 5209699 Nederland                             | 132                                                       | Geen                                                      | Bark                                                      | 1926                                                      | 59,00                                                     | 42,00                                                     | 7,01                                                      | 3,10                                                      | 1050                                                      | meer foto's                                               |                                                           |
| Atlantis IMO 8333635 Nederland                            | 131                                                       | Geen                                                      | Barkentijn                                                | 1905                                                      | 57,00                                                     |                                                           | 7,45                                                      | 5,00                                                      | 742                                                       | meer foto's                                               |                                                           |
| Avanti ENI 02718267 Nederland                             | Neen                                                      | Geen                                                      | Klipper                                                   | 1898                                                      | 31,77                                                     |                                                           | 5,95                                                      | 1,25                                                      |                                                           |                                                           |                                                           |
| Avatar Nederland                                          | 136                                                       | Geen                                                      | Schoener                                                  | 1941                                                      | 34,5                                                      |                                                           | 6,4                                                       | 2,8                                                       | 450                                                       |                                                           |                                                           |
| Avondrood ENI 03350185 Nederland                          | Neen                                                      | Geen                                                      | Rivierklipper                                             | 1900                                                      | 37,98                                                     |                                                           | 6,50                                                      | 1,35                                                      | 400                                                       |                                                           |                                                           |
| Avontuur ENI 03030398 Nederland                           | Neen                                                      | Geen                                                      | Klipper                                                   | 1911                                                      | 31,44                                                     |                                                           | 5,02                                                      | 0,93                                                      | 350                                                       | meer foto's                                               |                                                           |
| Babbelaer ENI 02211253 Nederland                          | Neen                                                      | Geen                                                      | Tjalk                                                     | 1914                                                      | 23,00                                                     | 20,09                                                     | 4,30                                                      | 0,80                                                      | 160                                                       |                                                           |                                                           |
| Bel Espoir II Frankrijk                                   | 188                                                       | IJhaven Veemkade 19                                       | Schoener                                                  | 1944                                                      | 38,50                                                     | 29,30                                                     | 7,20                                                      | 2,80                                                      | 650                                                       | meer foto's                                               |                                                           |
| Belem IMO 8622983 Frankrijk                               | 070                                                       | IJhaven Javakade 35                                       | Bark                                                      | 1896                                                      | 58,00                                                     | 50,96                                                     | 8,80                                                      | 3,50                                                      | 1200                                                      | meer foto's                                               |                                                           |
| Bisschop van Arkel ENI 02605485 Nederland                 | Neen                                                      | Geen                                                      | Schoener                                                  | 1900                                                      | 26,6                                                      |                                                           | 5,7                                                       | 1,8                                                       | 420                                                       | meer foto's                                               |                                                           |
| Bontekoe ENI 02101903 Nederland                           | Neen                                                      | Geen                                                      | Klipper                                                   | 1909                                                      | 33,86                                                     |                                                           | 6,10                                                      |                                                           | 383,5                                                     |                                                           |                                                           |
| Bou Dragon Nederland                                      | 055                                                       |                                                           | Jacht                                                     | 1997                                                      | 18,40                                                     |                                                           |                                                           | 3,85                                                      | 417                                                       |                                                           |                                                           |
| Brandaris ENI 02205520 Nederland                          | Neen                                                      | Geen                                                      | Schoener                                                  | 1905                                                      | 30                                                        |                                                           | 6                                                         | 2                                                         | 450                                                       |                                                           |                                                           |
| Brandende Liefde LE-7 ENI 02211075 Nederland              | Neen                                                      | Geen                                                      | Lemsteraak                                                | 2004                                                      | 19,00                                                     | 16,50                                                     | 5,20                                                      | 1,00                                                      | 198                                                       |                                                           |                                                           |
| Bree Sant ENI 02101600 Nederland                          | Neen                                                      | Geen                                                      | Klipper                                                   | 1904                                                      | 32,00                                                     |                                                           | 6,10                                                      |                                                           | 400                                                       | meer foto's                                               |                                                           |
| Carpe Diem Nederland                                      | Neen                                                      | Geen                                                      | Tjalk                                                     | 1901                                                      | 30                                                        | 22,70                                                     | 5,35                                                      | 1,15                                                      | 230                                                       |                                                           |                                                           |
| Christian Radich IMO 5071729 Noorwegen                    | 058                                                       | IJhaven Veemkade 17                                       | Volschip                                                  | 1937                                                      | 72,50                                                     | 62,50                                                     | 9,80                                                      | 4,90                                                      | 1234                                                      | meer foto's                                               |                                                           |
| Dageraad ENI 02717838 Nederland                           | Neen                                                      | Geen                                                      | Klipper                                                   | 1910                                                      | 41,70                                                     | 38,73                                                     | 6,72                                                      | 1,35                                                      |                                                           |                                                           |                                                           |
| Dar Mlodziezy IMO 7821075 Polen                           | 005                                                       | IJhaven Javakade 30                                       | Volschip                                                  | 1982                                                      | 108,815                                                   | 94,80                                                     | 14,00                                                     | 6,37                                                      | 3015                                                      | meer foto's                                               |                                                           |
| De Egelantier Nederland                                   | Neen                                                      | Geen                                                      | Tjalk                                                     | 1889                                                      | 25,00                                                     |                                                           | 4,90                                                      | 1,20                                                      |                                                           |                                                           |                                                           |
| De Hoge Wier ENI 3330144 Nederland                        | Neen                                                      | Geen                                                      | Klipper                                                   | 1899                                                      | 24,95                                                     |                                                           | 5,24                                                      | 0,99                                                      | 313                                                       |                                                           |                                                           |
| De Nieuwe Liefde IMO 5221697 Nederland                    | Neen                                                      | Geen                                                      | Barkentijn                                                | 1937                                                      | 50                                                        |                                                           | 7                                                         | 2,50                                                      | 760                                                       | meer foto's                                               |                                                           |
| De Rederijker ENI 02014117 Nederland                      | Neen                                                      | Geen                                                      | Tjalk                                                     | 2001                                                      | 28,00                                                     | 25,00                                                     | 5,40                                                      | 1,30                                                      |                                                           |                                                           |                                                           |
| De Rijkswaterstaat 1 ENI 3900024 Nederland                | 072                                                       | Het IJ 3                                                  | Motorzeilklipper                                          | 1912                                                      | 30                                                        | 22                                                        | 4                                                         | 1,8                                                       |                                                           | meer foto's                                               |                                                           |
| De Titaan ENI 02325121 Nederland                          | Neen                                                      | Geen                                                      | Tjalk                                                     | 2002                                                      | 27,6                                                      | 25                                                        | 5,8                                                       |                                                           | 360                                                       | meer foto's                                               |                                                           |
| De Vrijheid ENI 03010792 Nederland                        | Neen                                                      | Geen                                                      | Klipper                                                   | 1901                                                      | 23,90                                                     |                                                           | 4,50                                                      |                                                           | 200                                                       |                                                           |                                                           |
| Dolce VitaENI 03330057 Nederland                          | Neen                                                      | Geen                                                      | Tjalk                                                     | 1906                                                      | 25,00                                                     | 23,38                                                     | 5,08                                                      | 1,30                                                      | 230                                                       |                                                           |                                                           |
| Duet Verenigd Koninkrijk                                  | 138                                                       | Het IJ 5                                                  | Jacht                                                     | 1912                                                      | 21,95                                                     | 19,20                                                     | 3,38                                                      |                                                           |                                                           |                                                           |                                                           |
| Dy Abt fan Starum ENI 03350025 Nederland                  | Neen                                                      | Geen                                                      | Klipper                                                   | 1917                                                      | 30                                                        |                                                           | 5,20                                                      |                                                           |                                                           |                                                           |                                                           |
| Ecolution Nederland                                       | Neen                                                      | Het IJ IJplein 63                                         | Jacht                                                     | 2010                                                      | 25,6                                                      |                                                           | 5,9                                                       |                                                           | 290                                                       | meer foto's                                               |                                                           |
| Eendracht IMO 8814275 Nederland                           | 179                                                       | Het IJ 2                                                  | Schoener                                                  | 1989                                                      | 59,08                                                     |                                                           | 12,30                                                     | 5                                                         | 1206                                                      | meer foto's                                               |                                                           |
| Eldorado ENI Nederland                                    | Neen                                                      | Geen                                                      | Klipper                                                   | 1964                                                      | 38,00                                                     |                                                           | 6,50                                                      | 3,00                                                      | 320                                                       | meer foto's                                               |                                                           |
| Elizabeth ENI 03170405 Nederland                          | Neen                                                      | Geen                                                      | Klipper                                                   | 1913                                                      | 41,00                                                     |                                                           | 6,90                                                      | 1,35                                                      | 445                                                       | meer foto's                                               |                                                           |
| Esmeralda IMO 8642799 Chili                               | 178                                                       | IJhaven Veemkade 11                                       | Barkentijn                                                | 1953                                                      | 113,00                                                    | 94,00                                                     | 13,00                                                     | 6,00                                                      | 2870                                                      | Meer foto's                                               |                                                           |
| Étoile du Roy Frankrijk                                   | 004                                                       | IJhaven Zeeheldeneiland 23                                | Fregat                                                    | 1996                                                      | 46                                                        | 38                                                        | 10                                                        | 3                                                         | 790                                                       | meer foto's                                               |                                                           |
| Europa IMO 8951932 Nederland                              | 170                                                       | IJhaven Javakade 33                                       | Bark                                                      | 1911                                                      | 55,10                                                     | 48,60                                                     | 7,45                                                      | 3,90                                                      | 1200                                                      | meer foto's                                               |                                                           |
| Flyer Nederland                                           | 056                                                       |                                                           | Jacht                                                     | 1976                                                      | 20,85                                                     | 15,16                                                     |                                                           | 3,15                                                      |                                                           |                                                           |                                                           |
| Fortuna ENI 02212267 Nederland                            | Neen                                                      | Geen                                                      | Schoener                                                  | 1913                                                      | 34,50                                                     |                                                           | 5,85                                                      | 1,50                                                      |                                                           | meer foto's                                               |                                                           |
| Frije Fûgel LE 194 Nederland                              | Neen                                                      | Geen                                                      | Lemsteraak                                                | 2000                                                      | 16,25                                                     |                                                           | 5,50                                                      | 0,90                                                      | 100                                                       |                                                           |                                                           |
| Frisius van Adel ENI 03170308 Nederland                   | Neen                                                      | Geen                                                      | Klipper                                                   | 1906                                                      | 45,00                                                     | 37,00                                                     | 6,10                                                      |                                                           | 478                                                       | meer foto's                                               |                                                           |
| Gladan> Zweden                                            | 180                                                       | Het IJ Sumatrakade 41                                     | Schoener                                                  | 1947                                                      | 39,3                                                      | 34,4                                                      | 7,2                                                       | 4,2                                                       | 680                                                       | meer foto's                                               |                                                           |
| Götheborg IMO 8646678 Zweden                              | 007                                                       | IJhaven Veemkade 12                                       | Volschip                                                  | 2002                                                      | 58,50                                                     | 40,90                                                     | 11,00                                                     | 5,25                                                      | 1964                                                      | meer foto's                                               |                                                           |
| Grote Beer ENI 02304739 Nederland                         | Neen                                                      | Geen                                                      | Klipper                                                   | 1911                                                      | 41,50                                                     |                                                           | 6,60                                                      | 1,20                                                      | 500                                                       |                                                           |                                                           |
| Guayas IMO 6126970 Ecuador                                | 067                                                       | IJhaven Veemkade 16                                       | Bark                                                      | 1977                                                      | 78,40                                                     | 56,10                                                     | 10,16                                                     | 4,40                                                      | 1410                                                      | meer foto's                                               |                                                           |
| Gulden Leeuw IMO 5085897 Nederland                        | 133                                                       | Geen                                                      | Schoener                                                  | 1937                                                      | 70,10                                                     | 51,73                                                     | 8,60                                                      | 4,20                                                      | 1400                                                      | meer foto's                                               |                                                           |
| Halve Maen Verenigde Staten                               | 006                                                       | IJhaven Veemkade 13                                       | Jacht (replica)                                           | 1989                                                      | 28,96                                                     | 25,9                                                      | 5,3                                                       | 2,6                                                       | 256                                                       | meer foto's                                               |                                                           |
| Hendrika Bartelds IMO 8647141 Nederland                   | Neen                                                      | Geen                                                      | Schoener                                                  | 1918                                                      | 49,00                                                     |                                                           | 6,65                                                      | 2,80                                                      | 645                                                       | meer foto's                                               |                                                           |
| HVAL Nederland                                            | Neen                                                      | Geen                                                      | Noordkaper                                                | 2008                                                      | 21,5                                                      |                                                           | 5,5                                                       | 1,8                                                       |                                                           |                                                           |                                                           |
| Iris ENI 02315150 Nederland                               | Neen                                                      | Geen                                                      | Kits                                                      | 1916                                                      | 36                                                        |                                                           | 6,7                                                       | 2,9                                                       | 590                                                       | meer foto's                                               |                                                           |
| Iskra Orp IMO 8225450 Polen                               | 053                                                       | Het IJ Noordwal 48                                        | Barkentijn                                                | 1982                                                      | 49,00                                                     | 40,00                                                     | 8,00                                                      | 3,70                                                      | 955                                                       | meer foto's                                               |                                                           |
| Jantje Nederland                                          | Neen                                                      | Geen                                                      | Brigantijn                                                | 1930                                                      | 28                                                        | 20                                                        | 5,90                                                      | 2,40                                                      | 280                                                       | meer foto's                                               |                                                           |
| J.R.Tolkien IMO 7017064 Nederland                         | 128                                                       | Geen                                                      | Schoener                                                  | 1964                                                      | 41,7                                                      |                                                           | 7,8                                                       | 3                                                         | 828                                                       | meer foto's                                               |                                                           |
| Jolie Brise Verenigd Koninkrijk                           | Neen                                                      |                                                           | Kotter                                                    | 1913                                                      | 22,50                                                     | 17,06                                                     | 4,63                                                      | 3,10                                                      | 228                                                       | meer foto's                                               |                                                           |
| Kamper Kogge ENI 02322313 Nederland                       | 172                                                       | IJhaven Javakade 25                                       | Kogge                                                     | 1998                                                      | 21,6                                                      |                                                           | 7,56                                                      | 1,9                                                       | 140                                                       | meer foto's                                               |                                                           |
| Kapitan Borchardt IMO 5375008 Polen                       | 135                                                       | Geen                                                      | Schoener                                                  | 1918                                                      | 45,00                                                     | 33,84                                                     | 7,02                                                      | 2,90                                                      | 600                                                       | meer foto's                                               |                                                           |
| Kikkerkoning Nederland                                    | Neen                                                      | Geen                                                      | Vissermanaak                                              | 1995                                                      | 14,35                                                     |                                                           | 5,00                                                      | 1,20                                                      | 120                                                       |                                                           |                                                           |
| Koh-i-Noor ENI 02606042 Nederland                         | Neen                                                      | Geen                                                      | Klipper                                                   | 1904                                                      | 37                                                        | 27                                                        | 7                                                         | 2,45                                                      | 560                                                       |                                                           |                                                           |
| Korevaer ENI 02302217 Nederland                           | Neen                                                      | Geen                                                      | Klipper                                                   | 1911                                                      | 37,25                                                     |                                                           | 6,06                                                      | 1,60                                                      |                                                           |                                                           |                                                           |
| Korneliske Ykes II WB 12 Nederland                        | 137                                                       | Geen                                                      | Palingaak                                                 | 2009                                                      | 18,43                                                     |                                                           | 5,25                                                      | 1,30                                                      | 155                                                       |                                                           |                                                           |
| Kruzenshtern IMO 6822979 Rusland                          | 060                                                       | Het IJ Sumatrakade 40                                     | Bark                                                      | 1926                                                      | 114,50                                                    | 104,30                                                    | 14,05                                                     | 7,17                                                      | 3655                                                      | meer foto's                                               |                                                           |
| La Cancalaise Frankrijk                                   | 181                                                       | IJhaven Javakade 28                                       | Vissersschip                                              | 1987                                                      | 30,0                                                      | 18,1                                                      | 4,8                                                       | 2,5                                                       | 350                                                       | meer foto's                                               |                                                           |
| La Grace Tsjechië                                         | 052                                                       | IJhaven Javakade 34                                       | Brik                                                      | 2010                                                      | 32,3                                                      | 23,8                                                      | 6,06                                                      | 2,8                                                       | 364                                                       | meer foto's                                               |                                                           |
| Loth Loriën IMO 5254151 Nederland                         | 126                                                       | Geen                                                      | Barkentijn                                                | 1907                                                      | 48,00                                                     |                                                           | 7,20                                                      | 3,10                                                      | 572                                                       | meer foto's                                               |                                                           |
| Mare fan Fryslân ENI 03270613 Nederland                   | Neen                                                      | Geen                                                      | Schoener                                                  | 1962                                                      | 62,00                                                     | 49,99                                                     | 7,20                                                      | 1,50                                                      | 650                                                       | meer foto's                                               |                                                           |
| Mare Frisium IMO 5344592 Nederland                        | 123                                                       | Geen                                                      | Schoener                                                  | 1916                                                      | 49,00                                                     | 34,00                                                     | 6,70                                                      | 2,80                                                      | 634                                                       | meer foto's                                               |                                                           |
| Marie Galante ENI 02008399 IMO 5096743 Nederland          | Neen                                                      | Geen                                                      | Logger                                                    | 1915                                                      | 38,00                                                     | 27,00                                                     | 6,80                                                      | 2,80                                                      | 480                                                       | meer foto's                                               |                                                           |
| Marjorie België                                           | Neen                                                      | Geen                                                      | Barkentijn                                                | 1932                                                      | 55                                                        | 44                                                        | 7                                                         | 2,65                                                      | 685                                                       |                                                           |                                                           |
| Maybe Verenigd Koninkrijk                                 | 171                                                       | Het IJ Sumatrakade 42                                     | Kits                                                      | 1929                                                      | 27                                                        | 22,00                                                     | 6                                                         | 3,2                                                       | 139                                                       | meer foto's                                               |                                                           |
| Mercedes IMO 5156658 Nederland                            | 125                                                       | Geen                                                      | Brik                                                      | 1958                                                      | 50,0                                                      | 42,00                                                     | 7,60                                                      | 3,60                                                      | 900                                                       | meer foto's                                               |                                                           |
| Mir IMO 8501701 Rusland                                   | 003                                                       | Het IJ Sumatrakade 37                                     | Volschip                                                  | 1987                                                      | 109,40                                                    | 94,20                                                     | 14,00                                                     | 6,40                                                      | 2771                                                      | meer foto's                                               |                                                           |
| Morgana ENI 03030094 Nederland                            | Neen                                                      | Geen                                                      | Schoener                                                  | 1924                                                      | 34,9                                                      |                                                           | 6,6                                                       | 1,4                                                       | 435                                                       |                                                           |                                                           |
| Morgenster IMO 5241657 Nederland                          | 124                                                       | Geen                                                      | Brik                                                      | 1919                                                      | 48                                                        | 39                                                        | 6                                                         | 2,40                                                      | 600                                                       | meer foto's                                               |                                                           |
| Mutin Frankrijk                                           | 061                                                       | Het IJ Sumatrakade 43                                     | Kotter                                                    | 1927                                                      | 33                                                        |                                                           | 6,35                                                      | 3,4                                                       | 312                                                       | meer foto's                                               |                                                           |
| Nadezhda IMO 1936010 Rusland                              | 069                                                       | IJhaven Javakade 31                                       | Schoener                                                  | 1912                                                      | 39                                                        | 36                                                        | 6,5                                                       | 3,5                                                       | 460                                                       | meer foto's                                               |                                                           |
| Nao Victoria Spanje                                       | 168                                                       | IJhaven Veemkade 20                                       | Kraak                                                     | 1992                                                      | 36,6                                                      | 25,9                                                      | 6                                                         |                                                           |                                                           | meer foto's                                               |                                                           |
| Nil Desperandum ENI 03230104 Nederland                    | Neen                                                      | Geen                                                      | Klipper                                                   | 1894                                                      | 42,00                                                     | 35,56                                                     | 6,60                                                      | 1,20                                                      |                                                           | meer foto's                                               |                                                           |
| Noorderlicht ENI 02201132 Nederland                       | Neen                                                      | Geen                                                      | Klipper                                                   | 1895                                                      | 52,25                                                     | 41,00                                                     | 6,13                                                      | 1,35                                                      | 458                                                       |                                                           |                                                           |
| Oosterschelde IMO 5347221 Nederland                       | 134                                                       | Geen                                                      | Schoener                                                  | 1918                                                      | 50,00                                                     | 40,12                                                     | 7,50                                                      | 3,00                                                      | 891                                                       | meer foto's                                               |                                                           |
| Oostvogel ENI 02307581 Nederland                          | Neen                                                      | Geen                                                      | Klipper                                                   | 1898                                                      | 39                                                        |                                                           | 7,50                                                      | 1,40                                                      | 540                                                       |                                                           |                                                           |
| Pedro Doncker ENI 02605815 IMO 8136154 Nederland          | 127                                                       | Geen                                                      | Barkentijn                                                | 1974                                                      | 42,00                                                     | 34,00                                                     | 7,50                                                      | 3,60                                                      | 570                                                       | meer foto's                                               |                                                           |
| Pelikaan ENI 02208802 Nederland                           | Neen                                                      | Geen                                                      | Tjalk                                                     | 1904                                                      | 20,3                                                      |                                                           | 4,8                                                       |                                                           | 250                                                       |                                                           |                                                           |
| Pogoria IMO 7911210 Polen                                 | 185                                                       | Het IJ Noordwal 46                                        | Barkentijn                                                | 1980                                                      | 46,80                                                     | 40,00                                                     | 8,00                                                      | 3,70                                                      | 1050                                                      | meer foto's                                               |                                                           |
| Rara Avis Frankrijk                                       | 189                                                       | IJhaven Veemkade 18                                       | Schoener                                                  | 1957                                                      | 30                                                        | 26                                                        | 7                                                         | 1,50                                                      | 500                                                       | meer foto's                                               |                                                           |
| Regina Maris ENI 2605788 IMO 7025126 Nederland            | Neen                                                      | Geen                                                      | Schoener                                                  | 1978                                                      | 48,00                                                     | 36,00                                                     | 6,90                                                      | 2,80                                                      | 650                                                       | meer foto's                                               |                                                           |
| Saeftinghe Nederland                                      | Neen                                                      | Geen                                                      | Lemsteraak                                                | 1930                                                      | 15,00                                                     |                                                           | 4,60                                                      | 1,10                                                      | 134                                                       |                                                           |                                                           |
| Saffier ENI 02605977 Nederland                            | Neen                                                      | Geen                                                      | Tjalk                                                     | 1998                                                      | 25                                                        | 23                                                        | 5                                                         | 1,10                                                      | 230                                                       |                                                           |                                                           |
| Sagres IMO 8642579 Portugal                               | 190                                                       | IJhaven Veemkade 14                                       | Bark                                                      | 1937                                                      | 89,50                                                     | 81,20                                                     | 12,00                                                     | 5,50                                                      | 1796                                                      | meer foto's                                               |                                                           |
| Sanne Sophia ENI 02100148 Nederland                       | Neen                                                      | Geen                                                      | Klipper                                                   | 1886                                                      | 53,00                                                     |                                                           | 7,00                                                      | 1,60                                                      | 1000                                                      | meer foto's                                               |                                                           |
| Santa Maria Manuela IMO5312628 Portugal                   | 183                                                       | IJhaven Veemkade 10                                       | Schoener                                                  | 1937                                                      | 68,64                                                     |                                                           | 9,9                                                       |                                                           | 1130                                                      | meer foto's                                               |                                                           |
| Sanya Lan Verenigd Koninkrijk                             | 054                                                       |                                                           | Jacht                                                     | 2008                                                      | 21,59                                                     |                                                           | 5,69                                                      | 4,50                                                      | 675                                                       |                                                           |                                                           |
| Schuttevaer ENI 02206391 Nederland                        | Neen                                                      | Geen                                                      | Koftjalk                                                  | 1910                                                      | 43                                                        |                                                           | 5,80                                                      | 1,30                                                      | 500                                                       |                                                           |                                                           |
| Sedov IMO 7946356 Rusland                                 | 169                                                       | IJhaven Javakade 29                                       | Bark                                                      | 1921                                                      | 117,50                                                    | 109,00                                                    | 14,70                                                     | 6,70                                                      | 4192                                                      | meer foto's                                               |                                                           |
| Selene ENI 03041120 Nederland                             | Neen                                                      | Geen                                                      | Tjalk                                                     | 1902                                                      | 31                                                        |                                                           | 5,5                                                       | 1,10                                                      | 230                                                       |                                                           |                                                           |
| Soeverein ENI 02309784 Nederland                          | Neen                                                      | Geen                                                      | Spiegelretourschip                                        | 1956                                                      | 58                                                        |                                                           | 7,20                                                      | 2,10                                                      | 900                                                       | meer foto's                                               |                                                           |
| Stad Amsterdam IMO 9185554 Nederland                      | 001                                                       | IJhaven Veemkade 8                                        | Volschip                                                  | 2000                                                      | 78,00                                                     | 60,50                                                     | 10,50                                                     | 4,20                                                      | 2200                                                      | meer foto's                                               |                                                           |
| Statsraad Lehmkuhl IMO 5339248 Noorwegen                  | 165                                                       | IJhaven Javakade 27                                       | Bark                                                      | 1914                                                      | 98,00                                                     | 87,50                                                     | 12,60                                                     | 5,10                                                      | 2200                                                      | meer foto's                                               |                                                           |
| Stedemaeght ENI 02206581 Nederland                        | Neen                                                      | Geen                                                      | Bark                                                      | 1926                                                      | 60                                                        |                                                           | 7                                                         | 2,9                                                       | 1000                                                      | meer foto's                                               |                                                           |
| Strúner HL-3 Nederland                                    | Neen                                                      | Geen                                                      | Lemsteraak                                                | 2006                                                      | 14,25                                                     |                                                           | 4,71                                                      | 0,8                                                       | 136,21                                                    |                                                           |                                                           |
| Succes ENI 02102166 Nederland                             | Neen                                                      | Geen                                                      | Klipper                                                   | 1909                                                      | 39,00                                                     |                                                           | 6,85                                                      | 1,35                                                      | 420                                                       | meer foto's                                               |                                                           |
| Summertime ENI 03050631 Nederland                         | Neen                                                      | Geen                                                      | Barkentijn                                                | 1937                                                      | 70                                                        |                                                           | 6,74                                                      | 1,90                                                      | 1000                                                      | meer foto's                                               |                                                           |
| Suydersee ENI 03050848 Nederland                          | Neen                                                      | Geen                                                      | Klipper                                                   | 1906                                                      | 38                                                        |                                                           | 6,11                                                      |                                                           | 400                                                       |                                                           |                                                           |
| Swaensborgh IMO 8138255 Nederland                         | Neen                                                      | Geen                                                      | Schoener                                                  | 1907                                                      | 47,00                                                     | 41,00                                                     | 5,85                                                      | 2,30                                                      | 500                                                       | meer foto's                                               |                                                           |
| Tarangini IMO 1005253 India                               | 166                                                       | Het IJ Noordwal 47                                        | Bark                                                      | 1997                                                      | 54                                                        |                                                           | 8,53                                                      | 4,50                                                      | 1035                                                      | meer foto's                                               |                                                           |
| Team Brunel Nederland                                     | 057                                                       | Het IJ IJplein 62                                         | Jacht                                                     | 2014                                                      | 22,14                                                     | 20,00                                                     | 5,60                                                      | 4,78                                                      | 578                                                       | meer foto's                                               |                                                           |
| Tecla ENI 02717407 Nederland                              | Neen                                                      | Geen                                                      | Logger                                                    | 1915                                                      | 38                                                        | 28                                                        | 6,55                                                      | 2,7                                                       | 370                                                       | meer foto's                                               |                                                           |
| Thalassa IMO 8101276 Nederland                            | 129                                                       | Geen                                                      | Barkentijn                                                | 1980                                                      | 48,00                                                     | 38,00                                                     | 8,00                                                      | 3,80                                                      | 800                                                       | meer foto's                                               |                                                           |
| Tjerk Hiddes ENI 02206019 Nederland                       | Neen                                                      | Geen                                                      | Stevenaak                                                 | 1881                                                      | 53                                                        | 42,25                                                     | 6,80                                                      | 1,40                                                      | 525                                                       |                                                           |                                                           |
| Toekomst ENI 02325123 Nederland                           | Neen                                                      | Geen                                                      | Tjalk                                                     | 2002                                                      | 34                                                        | 27,50                                                     | 5,60                                                      | 1,20                                                      | 595                                                       |                                                           |                                                           |
| TS Rupel België                                           | 071                                                       | IJhaven Javakade 24                                       | Gaffelschoener                                            | 1996                                                      | 22,5                                                      | 19,83                                                     | 4,8                                                       |                                                           | 200                                                       | meer foto's                                               |                                                           |
| Tres Hombres \| Sierra Leone                              | 176                                                       | Geen                                                      | Kriegsfischkutter                                         | 2009 / W.O.II                                             | 32,00                                                     | 25                                                        | 6,40                                                      | 3                                                         | 315                                                       | meer foto's                                               |                                                           |
| Twee Gebroeders ENI 02317590 Nederland                    | Neen                                                      | Geen                                                      |                                                           | 1900                                                      | 23,83                                                     |                                                           | 4,86                                                      | 1,00                                                      | 235                                                       |                                                           |                                                           |
| Twister Nederland                                         | Neen                                                      | Geen                                                      | Schoener                                                  | 1902                                                      | 36,00                                                     | 28,85                                                     | 6,20                                                      | 3                                                         | 340                                                       | meer foto's                                               |                                                           |
| Zr.Ms. Urania Nederland                                   | 068                                                       | IJhaven Veemkade 21                                       | Kits                                                      | 2004                                                      | 27                                                        |                                                           | 6                                                         |                                                           | 400                                                       | meer foto's                                               |                                                           |
| Utrecht ENI 02015523 Nederland                            | Neen                                                      | Geen                                                      | Statenjacht                                               | 2003                                                      | 23,50                                                     |                                                           | 5,50                                                      | 1,35                                                      |                                                           | meer foto's                                               |                                                           |
| Vliegende Hollander Nederland                             | Neen                                                      | Geen                                                      | Klipper                                                   | 1892                                                      | 39,02                                                     |                                                           | 6,05                                                      | 1,40                                                      | 540                                                       |                                                           |                                                           |
| Voorwaarts Voorwaarts ENI 02204773 Nederland              | Neen                                                      | Geen                                                      | Tjalk                                                     | 1899                                                      | 26,90                                                     |                                                           | 5,41                                                      | 1,50                                                      | 253                                                       |                                                           |                                                           |
| Vrijheid ENI 02200350 Nederland                           | Neen                                                      | Geen                                                      | Schoener                                                  | 1898                                                      | 48                                                        |                                                           | 7                                                         | 2,10                                                      |                                                           |                                                           |                                                           |
| Welvaart ENI 03020244 Nederland                           | Neen                                                      | Geen                                                      | Klipper                                                   | 1906                                                      | 32,22                                                     |                                                           | 6,45                                                      | 1,35                                                      |                                                           |                                                           |                                                           |
| White Dolphin Nederland                                   | 187                                                       | Het IJ 6                                                  | Kits                                                      | 1967                                                      | 20,12                                                     |                                                           | 4,42                                                      | 2,7                                                       | 220                                                       |                                                           |                                                           |
| Willem Barentsz ENI 02205587 Nederland                    | Neen                                                      | Geen                                                      | Klipper                                                   | 1931                                                      | 49,70                                                     | 41,00                                                     | 6,10                                                      | 1,80                                                      | 550                                                       | meer foto's                                               |                                                           |
| Wylde Swan IMO 5126718 Nederland                          | 164                                                       | IJhaven Marktplein 22                                     | Schoener                                                  | 1920                                                      | 62,00                                                     |                                                           | 7,30                                                      | 3,50                                                      | 1130                                                      | meer foto's                                               |                                                           |
| Young Endeavour IMO 8971164 Australië                     | 177                                                       | IJhaven Javakade 26                                       | Brigantijn                                                | 1988                                                      | 44,00                                                     | 35,00                                                     | 7,80                                                      | 4,00                                                      | 511                                                       | meer foto's                                               |                                                           |
| Zeemeeuw IMO 5398115 ENI 02013079 Nederland               | Neen                                                      | Geen                                                      | Logger                                                    | 1924                                                      | 37,0                                                      |                                                           | 6,60                                                      | 1,50                                                      | 425                                                       |                                                           |                                                           |
| Zephyr IMO 8918590 ENI 02606247 Nederland                 | Neen                                                      | Geen                                                      | Schoener                                                  | 1931                                                      | 36                                                        | 28,90                                                     | 6                                                         | 2,20                                                      | 360                                                       | meer foto's                                               |                                                           |
| Zuiderzee IMO 9097264 Nederland                           | Neen                                                      | Geen                                                      | Schoener                                                  | 1909                                                      | 40,00                                                     | 30,76                                                     | 6,80                                                      | 2,30                                                      | 440                                                       | meer foto's                                               |                                                           |
| Zwarte Valk ENI 03250257 Nederland                        | Neen                                                      | Geen                                                      | Klipper                                                   | 1889                                                      | 27,5                                                      |                                                           | 5,75                                                      | 0,75                                                      | 220                                                       |                                                           |                                                           |

## Varende monumenten en historische vaartuigen: Algemeen
| Lijst van deelnemende varende monumenten en historische vaartuigen aan Sail Amsterdam 2015 | Lijst van deelnemende varende monumenten en historische vaartuigen aan Sail Amsterdam 2015 | Lijst van deelnemende varende monumenten en historische vaartuigen aan Sail Amsterdam 2015 | Lijst van deelnemende varende monumenten en historische vaartuigen aan Sail Amsterdam 2015 | Lijst van deelnemende varende monumenten en historische vaartuigen aan Sail Amsterdam 2015 | Lijst van deelnemende varende monumenten en historische vaartuigen aan Sail Amsterdam 2015 | Lijst van deelnemende varende monumenten en historische vaartuigen aan Sail Amsterdam 2015 | Lijst van deelnemende varende monumenten en historische vaartuigen aan Sail Amsterdam 2015 | Lijst van deelnemende varende monumenten en historische vaartuigen aan Sail Amsterdam 2015 | Lijst van deelnemende varende monumenten en historische vaartuigen aan Sail Amsterdam 2015 | Lijst van deelnemende varende monumenten en historische vaartuigen aan Sail Amsterdam 2015 | Lijst van deelnemende varende monumenten en historische vaartuigen aan Sail Amsterdam 2015 |
| Naam                                                                                       | Sail-in eskader                                                                            | Ligplaats                                                                                  | Soort schip                                                                                | Bouwjaar                                                                                   | Lengte (m)                                                                                 | Lengte (m)                                                                                 | Breedte (m)                                                                                | Diepgang (m)                                                                               | Laadvermogen (ton)                                                                         | Foto                                                                                       |                                                                                            |
| Naam                                                                                       | Sail-in eskader                                                                            | Ligplaats                                                                                  | Soort schip                                                                                | Bouwjaar                                                                                   | totaal                                                                                     | romp                                                                                       | Breedte (m)                                                                                | Diepgang (m)                                                                               | Laadvermogen (ton)                                                                         | Foto                                                                                       |                                                                                            |
| ------------------------------------------------------------------------------------------ | ------------------------------------------------------------------------------------------ | ------------------------------------------------------------------------------------------ | ------------------------------------------------------------------------------------------ | ------------------------------------------------------------------------------------------ | ------------------------------------------------------------------------------------------ | ------------------------------------------------------------------------------------------ | ------------------------------------------------------------------------------------------ | ------------------------------------------------------------------------------------------ | ------------------------------------------------------------------------------------------ | ------------------------------------------------------------------------------------------ | ------------------------------------------------------------------------------------------ |
| Adelaar Nederland                                                                          | 048                                                                                        | Oosterdok                                                                                  | Motorschip                                                                                 | 1922                                                                                       | 18,30                                                                                      |                                                                                            | 3,32                                                                                       | 1,20                                                                                       | 20,235                                                                                     | meer foto's                                                                                |                                                                                            |
| Albeja ENI 02312073 Nederland                                                              | 049                                                                                        | IJhaven                                                                                    | Bunkerboot                                                                                 | 1965                                                                                       | 20,84                                                                                      |                                                                                            | 4,06                                                                                       | 1,54 cm                                                                                    | 56,014                                                                                     | meer foto's                                                                                |                                                                                            |
| Animo ENI 02201498 Nederland                                                               | 020                                                                                        | Surinamekade                                                                               | Tjalk                                                                                      | 1899                                                                                       | 26,73                                                                                      |                                                                                            | 5,25                                                                                       | 1,00                                                                                       |                                                                                            |                                                                                            |                                                                                            |
| Ankie Nederland                                                                            | Neen                                                                                       | Oosterdok                                                                                  | Zalmschouw                                                                                 | 1890                                                                                       | 7,00                                                                                       |                                                                                            | 1,75                                                                                       | 0,30                                                                                       | 1,500                                                                                      |                                                                                            |                                                                                            |
| Anne ENI 02304648 Nederland                                                                | 011                                                                                        | Entrepothaven                                                                              | Luxe motor                                                                                 | 1930                                                                                       | 38,91                                                                                      |                                                                                            | 5,40                                                                                       | 1,25                                                                                       | 246,000                                                                                    | meer foto's                                                                                |                                                                                            |
| Avontuur ENI 02100717 Nederland                                                            | 018                                                                                        | Entrepothaven                                                                              | Zeilschip                                                                                  | 1914                                                                                       | 37,50                                                                                      |                                                                                            | 6,20                                                                                       |                                                                                            |                                                                                            | meer foto's                                                                                |                                                                                            |
| Buiten Verwachting ENI Nederland                                                           | 024                                                                                        | Surinamekade                                                                               | Luxe motor                                                                                 | 1927                                                                                       | 28,80                                                                                      |                                                                                            | 4,26                                                                                       | 1,00                                                                                       | 116,000                                                                                    |                                                                                            |                                                                                            |
| Cleenne Mossel Nederland                                                                   | 038                                                                                        | Oosterdok                                                                                  | IJsselaak                                                                                  | 1904                                                                                       | 14,00                                                                                      |                                                                                            | 4,20                                                                                       | 0,70                                                                                       | 32,000                                                                                     | meer foto's                                                                                |                                                                                            |
| Compaen ENI 02304637 Nederland                                                             | Neen                                                                                       | Surinamekade                                                                               | Luxe motor                                                                                 | 1930                                                                                       | 31,50                                                                                      |                                                                                            | 5,40                                                                                       | 1,25                                                                                       |                                                                                            | meer foto's                                                                                |                                                                                            |
| De Doorbraeck Nederland                                                                    | Neen                                                                                       | IJhaven                                                                                    | Pakschuit, beurtschip                                                                      | 1887                                                                                       | 15,00                                                                                      |                                                                                            | 3,31                                                                                       | 0,95                                                                                       | 32,000                                                                                     |                                                                                            |                                                                                            |
| De Goede Verwachting ENI 03270361 Nederland                                                | 015                                                                                        | IJhaven                                                                                    | Tjalk                                                                                      | 1897                                                                                       | 19,24                                                                                      |                                                                                            | 3,72                                                                                       | 0,95 cm                                                                                    | 16,087                                                                                     |                                                                                            |                                                                                            |
| De Jonge Grietje ENI 03270361 Nederland                                                    | 032                                                                                        | IJhaven                                                                                    | Tjalk                                                                                      | 1899                                                                                       | 19,70                                                                                      |                                                                                            | 4,68                                                                                       | 0,80                                                                                       | 17,870                                                                                     | meer foto's                                                                                |                                                                                            |
| De Tijd Zal 't Leren ENI 02200530 Nederland                                                | Neen                                                                                       | Oosterdok                                                                                  | Steilsteven                                                                                | 1927                                                                                       | 24,04                                                                                      |                                                                                            | 4,50                                                                                       | 0,55                                                                                       | 80,000                                                                                     |                                                                                            |                                                                                            |
| De Vertrouwen Nederland                                                                    | 040                                                                                        | IJhaven                                                                                    | Westlander                                                                                 | 1890                                                                                       | 10,76                                                                                      |                                                                                            | 2,26                                                                                       | 0,28                                                                                       | 6,000                                                                                      |                                                                                            |                                                                                            |
| De Vriendschap ENI 03150049 Nederland                                                      | 025                                                                                        | Surinamekade                                                                               | Hevelaak                                                                                   | 1907                                                                                       | 26,48                                                                                      |                                                                                            | 5,46                                                                                       | 1,10                                                                                       | 165,000                                                                                    | meer foto's                                                                                |                                                                                            |
| Deo Volente Nederland                                                                      | 034                                                                                        | Oosterdok                                                                                  | Tjalk                                                                                      | 1910                                                                                       | 17,90                                                                                      |                                                                                            | 3,55                                                                                       | 0,40                                                                                       | 34,000                                                                                     |                                                                                            |                                                                                            |
| Don Quichot Nederland                                                                      | Neen                                                                                       | Oosterdok                                                                                  | Tjalk                                                                                      | 1910                                                                                       | 10,40                                                                                      |                                                                                            | 2,90                                                                                       | 0,75                                                                                       |                                                                                            |                                                                                            |                                                                                            |
| Eben Haezer ENI 02205322 Nederland                                                         | 030                                                                                        | Oosterdok                                                                                  | Aak                                                                                        | 1910                                                                                       | 18,12                                                                                      |                                                                                            | 3,50                                                                                       | 0,81                                                                                       |                                                                                            |                                                                                            |                                                                                            |
| Femmigje ENI 03270361 Nederland                                                            | 031                                                                                        | IJhaven                                                                                    | Tjalk                                                                                      | 1907                                                                                       | 22,84                                                                                      |                                                                                            | 4,46                                                                                       | 0,66                                                                                       | 18,048                                                                                     | meer foto's                                                                                |                                                                                            |
| Fram ENI Nederland                                                                         | Neen                                                                                       | Oosterdok                                                                                  | Boltjalk                                                                                   | 1899                                                                                       | 22,00                                                                                      |                                                                                            | 4,10                                                                                       | 0,90                                                                                       | 35,000                                                                                     | meer foto's                                                                                |                                                                                            |
| Gradatim ENI 02100321 Nederland                                                            | 023                                                                                        | Surinamekade                                                                               | Motorschip                                                                                 | 1922                                                                                       | 27,33                                                                                      |                                                                                            | 5,8                                                                                        | 0,95                                                                                       |                                                                                            | meer foto's                                                                                |                                                                                            |
| Harmonie ENI 03030460 Nederland                                                            | 009                                                                                        | Surinamekade                                                                               | Luxe motor                                                                                 | 1927                                                                                       | 30,00                                                                                      |                                                                                            | 5,40                                                                                       | 1,15                                                                                       | 149,000                                                                                    | meer foto's                                                                                |                                                                                            |
| Helleveeg Nederland                                                                        | 042                                                                                        | Oosterdok                                                                                  | Westlander                                                                                 | 1906                                                                                       | 18,40                                                                                      |                                                                                            | 3,40                                                                                       | 0,70                                                                                       | 16,000                                                                                     | meer foto's                                                                                |                                                                                            |
| Hendrik Nederland                                                                          | 043                                                                                        | IJhaven                                                                                    | Westlander                                                                                 | 1928                                                                                       | 13,20                                                                                      |                                                                                            | 2,50                                                                                       | 0,30 –                                                                                     | 12,367                                                                                     |                                                                                            |                                                                                            |
| Het Wakend Oog ENI 02008296 Nederland                                                      | 028                                                                                        | IJhaven                                                                                    | Paviljoentjalk                                                                             | 1897                                                                                       | 19,24                                                                                      |                                                                                            | 3,85                                                                                       | 0,95                                                                                       | 18,000                                                                                     | meer foto's                                                                                |                                                                                            |
| Hielkje ENI 03270002 Nederland                                                             | 051                                                                                        | IJhaven                                                                                    | Beurtmotor                                                                                 | 1923                                                                                       | 19,66                                                                                      |                                                                                            | 3,60                                                                                       | 1,10                                                                                       | 6,203                                                                                      |                                                                                            |                                                                                            |
| Houthandel II ENI 02102902 Nederland                                                       | 026                                                                                        | Surinamekade                                                                               | Beurtmotor                                                                                 | 1914                                                                                       | 24,46                                                                                      |                                                                                            | 4,36                                                                                       | 1,25                                                                                       | 69,000                                                                                     | meer foto's                                                                                |                                                                                            |
| Hydra ENI 03030852 Nederland                                                               | Neen                                                                                       | Entrepothaven                                                                              | Luxe motor                                                                                 | 1930                                                                                       | 45,50                                                                                      |                                                                                            | 6,77                                                                                       | 1,20                                                                                       |                                                                                            |                                                                                            |                                                                                            |
| Immermoed ENI 02205283 Nederland                                                           | Neen                                                                                       | IJhaven                                                                                    | Skûtsje                                                                                    | 1909                                                                                       | 16,96                                                                                      |                                                                                            | 3,95                                                                                       | 0,80                                                                                       | 11,053                                                                                     |                                                                                            |                                                                                            |
| Jacob Nederland                                                                            | 033                                                                                        | IJhaven                                                                                    | Botter                                                                                     | 1932                                                                                       | 15,80                                                                                      |                                                                                            | 5,30                                                                                       | 1,80                                                                                       | 41,000                                                                                     | meer foto's                                                                                |                                                                                            |
| Jantje ENI 02305023 Nederland                                                              | 029                                                                                        | IJhaven                                                                                    | Aak                                                                                        | 1907                                                                                       | 24,47                                                                                      |                                                                                            | 4,85                                                                                       | 0,50                                                                                       |                                                                                            |                                                                                            |                                                                                            |
| Jillis ENI 02002431 Nederland                                                              | 047                                                                                        | IJhaven                                                                                    | Amsterdammer voetveerpont                                                                  | 1928                                                                                       | 15,30                                                                                      |                                                                                            | 3,60                                                                                       | 1,20                                                                                       | 24,000                                                                                     | meer foto's                                                                                |                                                                                            |
| Johanna ENI Nederland                                                                      | Neen                                                                                       | Oosterdok                                                                                  |                                                                                            |                                                                                            |                                                                                            |                                                                                            |                                                                                            |                                                                                            |                                                                                            |                                                                                            |                                                                                            |
| Josephina ENI Nederland                                                                    | 045                                                                                        | IJhaven                                                                                    | Westlander                                                                                 | 1905                                                                                       | 13,50                                                                                      |                                                                                            | 3,00                                                                                       | 0,40                                                                                       | 13,000                                                                                     |                                                                                            |                                                                                            |
| Jumbo Nederland                                                                            | Neen                                                                                       | Oosterdok                                                                                  | Opduwer                                                                                    | 1939                                                                                       | 5,63                                                                                       |                                                                                            | 1,85                                                                                       | 0,80                                                                                       |                                                                                            |                                                                                            |                                                                                            |
| Marietje ENI 02302241 Nederland                                                            | 035                                                                                        | Oosterdok                                                                                  | Tjalk                                                                                      | 1891                                                                                       | 21,09                                                                                      |                                                                                            | 4,29                                                                                       |                                                                                            |                                                                                            |                                                                                            |                                                                                            |
| Neerlandia ENI 02200054 Nederland                                                          | 019                                                                                        | Surinamekade                                                                               | Klipper                                                                                    | 1907                                                                                       | 28,84                                                                                      |                                                                                            | 6,25                                                                                       | 1,00                                                                                       | 156,000                                                                                    | meer foto's                                                                                |                                                                                            |
| Niederrhein ENI 02321826 Nederland                                                         | 037                                                                                        | IJhaven                                                                                    | Waalschokker                                                                               | 1929                                                                                       | 17,60                                                                                      |                                                                                            | 5,20                                                                                       | 1,00                                                                                       | 35,000                                                                                     |                                                                                            |                                                                                            |
| Nieuw Hoorn ENI 03030160 Nederland                                                         | 017                                                                                        | Surinamekade                                                                               | Klipper                                                                                    | 1902                                                                                       | 40,97                                                                                      |                                                                                            | 5,49                                                                                       | 1,40                                                                                       |                                                                                            |                                                                                            |                                                                                            |
| Nostalgie Nederland                                                                        | 041                                                                                        | IJhaven                                                                                    | Westlander                                                                                 | 1908                                                                                       | 14,30                                                                                      |                                                                                            | 2,80                                                                                       | 0,85                                                                                       | 7,500                                                                                      | meer foto's                                                                                |                                                                                            |
| Onderneming ENI Nederland                                                                  | 044                                                                                        | Oosterdok                                                                                  | Westlander                                                                                 | 1880                                                                                       | 15,00                                                                                      |                                                                                            | 2,80                                                                                       | 0,70                                                                                       | 12,000                                                                                     |                                                                                            |                                                                                            |
| Prinses ENI Nederland                                                                      | Neen                                                                                       | Oosterdok                                                                                  | Opduwer                                                                                    |                                                                                            |                                                                                            |                                                                                            |                                                                                            |                                                                                            |                                                                                            |                                                                                            |                                                                                            |
| Quo Vadis ENI 03030776 Nederland                                                           | 010                                                                                        | IJhaven                                                                                    | Motorschip                                                                                 | 1929                                                                                       | 31,50                                                                                      |                                                                                            | 5,37                                                                                       | 1,20                                                                                       |                                                                                            | meer foto's                                                                                |                                                                                            |
| Recht door Zee ENI 02311955 Nederland                                                      | Neen                                                                                       | IJhaven                                                                                    | Steilsteven                                                                                | 1909                                                                                       | 25,00                                                                                      |                                                                                            | 4,13                                                                                       | 1,60                                                                                       | 17,145                                                                                     | meer foto's                                                                                |                                                                                            |
| Resnova ENI 03011455 Nederland                                                             | 022                                                                                        | IJhaven                                                                                    | Luxe Motor                                                                                 | 1915                                                                                       | 26,01                                                                                      |                                                                                            | 4,97                                                                                       |                                                                                            | 127                                                                                        | meer foto's                                                                                |                                                                                            |
| Simmernocht Nederland                                                                      | 039                                                                                        | Oosterdok                                                                                  | Klipper                                                                                    |                                                                                            | 8,40                                                                                       |                                                                                            | 2,80                                                                                       | 0,60                                                                                       |                                                                                            | meer foto's                                                                                |                                                                                            |
| Stella Maris ENI 03011455 Nederland                                                        | 021                                                                                        | IJhaven                                                                                    | Luxe Motor                                                                                 | 1929                                                                                       | 24,08                                                                                      |                                                                                            | 4,52                                                                                       | 1,15                                                                                       | 83,730                                                                                     | meer foto's                                                                                |                                                                                            |
| Terra Nova ENI 03030781 Nederland                                                          | 008                                                                                        | Oosterdok                                                                                  | Luxe Motor                                                                                 | 1929                                                                                       | 50.00                                                                                      |                                                                                            | 6,60                                                                                       | 1,50                                                                                       | 431                                                                                        | meer foto's                                                                                |                                                                                            |
| 't Isser Nederland                                                                         | 046                                                                                        | IJhaven                                                                                    | Langedijker                                                                                | 1886                                                                                       | 12,00                                                                                      |                                                                                            | 3,10 cm                                                                                    | 0,65                                                                                       | 14,000                                                                                     | meer foto's                                                                                |                                                                                            |
| TX51 ENI Nederland                                                                         | 036                                                                                        | Surinamekade                                                                               | Logger                                                                                     | 1939                                                                                       | 29,90                                                                                      |                                                                                            | 5,70                                                                                       |                                                                                            | 129,000                                                                                    |                                                                                            |                                                                                            |
| Vertrouwen Nederland                                                                       | 050                                                                                        | IJhaven                                                                                    | Klipper                                                                                    | 1895                                                                                       | 19,98                                                                                      |                                                                                            | 4,28                                                                                       | 1,30                                                                                       |                                                                                            | meer foto's                                                                                |                                                                                            |
| Verwisseling ENI 03160081 Nederland                                                        | Neen                                                                                       | Surinamekade                                                                               | Klipperaak                                                                                 | 1908                                                                                       | 23,18                                                                                      |                                                                                            | 4,80                                                                                       | 0,65                                                                                       | 113,000                                                                                    |                                                                                            |                                                                                            |
| Vita Nova ENI 02307663 Nederland                                                           | 012                                                                                        | Entrepothaven                                                                              | Spits                                                                                      | 1940                                                                                       | 39,4                                                                                       |                                                                                            | 5,9                                                                                        | 2,31                                                                                       | 317,000                                                                                    | meer foto's                                                                                |                                                                                            |
| Vorwärts Nederland                                                                         | 013                                                                                        | Surinamekade                                                                               | Wad en Sontvaarder                                                                         | 1931                                                                                       | 31,32                                                                                      |                                                                                            | 5,60                                                                                       | 1,40                                                                                       |                                                                                            |                                                                                            |                                                                                            |
| Vrouwe Catharina II Nederland                                                              | Neen                                                                                       | IJhaven                                                                                    | Westlander                                                                                 | 1918                                                                                       | 15,70                                                                                      |                                                                                            | 2,65                                                                                       | 0,70                                                                                       |                                                                                            |                                                                                            |                                                                                            |
| Vrouwe Maaike ENI 02101909 Nederland                                                       | 016                                                                                        | Surinamekade                                                                               | Klipper                                                                                    | 1904                                                                                       | 28,50                                                                                      |                                                                                            | 6,10                                                                                       | 1,00                                                                                       | 184,000                                                                                    | meer foto's                                                                                |                                                                                            |
| YE42 ENI 02333960 Nederland                                                                | 027                                                                                        | IJhaven                                                                                    | Mosselkotter                                                                               | 1924                                                                                       | 24,85                                                                                      |                                                                                            | 4,24                                                                                       | 0,90                                                                                       |                                                                                            |                                                                                            |                                                                                            |
| Zeehond Nederland                                                                          | Neen                                                                                       | Oosterdok                                                                                  | Replica                                                                                    | 1975                                                                                       | 5,79                                                                                       |                                                                                            | 2,10                                                                                       | 0,50                                                                                       |                                                                                            |                                                                                            |                                                                                            |
| Zeeleeuw ENI Nederland                                                                     | Neen                                                                                       | Oosterdok                                                                                  | Replica                                                                                    | 1975                                                                                       | 5,79                                                                                       |                                                                                            | 2,10                                                                                       | 0,50                                                                                       |                                                                                            |                                                                                            |                                                                                            |
| Zwarte Water ENI 03330190 Nederland                                                        | 014                                                                                        | Surinamekade                                                                               | Luxe motor                                                                                 | 1925                                                                                       | 31,50                                                                                      |                                                                                            | 5,40                                                                                       | 1,4                                                                                        | 44,000                                                                                     | meer foto's                                                                                |                                                                                            |

## Varende monumenten en historische vaartuigen: Skûtsjes
| Lijst van deelnemende varende monumenten en historische vaartuigen aan Sail Amsterdam 2015 | Lijst van deelnemende varende monumenten en historische vaartuigen aan Sail Amsterdam 2015 | Lijst van deelnemende varende monumenten en historische vaartuigen aan Sail Amsterdam 2015 | Lijst van deelnemende varende monumenten en historische vaartuigen aan Sail Amsterdam 2015 | Lijst van deelnemende varende monumenten en historische vaartuigen aan Sail Amsterdam 2015 | Lijst van deelnemende varende monumenten en historische vaartuigen aan Sail Amsterdam 2015 | Lijst van deelnemende varende monumenten en historische vaartuigen aan Sail Amsterdam 2015 | Lijst van deelnemende varende monumenten en historische vaartuigen aan Sail Amsterdam 2015 | Lijst van deelnemende varende monumenten en historische vaartuigen aan Sail Amsterdam 2015 | Lijst van deelnemende varende monumenten en historische vaartuigen aan Sail Amsterdam 2015 | Lijst van deelnemende varende monumenten en historische vaartuigen aan Sail Amsterdam 2015 | Lijst van deelnemende varende monumenten en historische vaartuigen aan Sail Amsterdam 2015 |
| Naam                                                                                       | Sail-in eskader                                                                            | Ligplaats                                                                                  | Soort schip                                                                                | Bouwjaar                                                                                   | Lengte (m)                                                                                 | Lengte (m)                                                                                 | Breedte (m)                                                                                | Holte (m)                                                                                  | Laadvermogen (ton)                                                                         | Foto                                                                                       |                                                                                            |
| Naam                                                                                       | Sail-in eskader                                                                            | Ligplaats                                                                                  | Soort schip                                                                                | Bouwjaar                                                                                   | totaal                                                                                     | romp                                                                                       | Breedte (m)                                                                                | Holte (m)                                                                                  | Laadvermogen (ton)                                                                         | Foto                                                                                       |                                                                                            |
| ------------------------------------------------------------------------------------------ | ------------------------------------------------------------------------------------------ | ------------------------------------------------------------------------------------------ | ------------------------------------------------------------------------------------------ | ------------------------------------------------------------------------------------------ | ------------------------------------------------------------------------------------------ | ------------------------------------------------------------------------------------------ | ------------------------------------------------------------------------------------------ | ------------------------------------------------------------------------------------------ | ------------------------------------------------------------------------------------------ | ------------------------------------------------------------------------------------------ | ------------------------------------------------------------------------------------------ |
| De Eenvoud ENI 02331964 Nederland                                                          |                                                                                            | Het IJ Surinamekade                                                                        | Skûtsje                                                                                    | 1914                                                                                       | 19,24                                                                                      |                                                                                            | 3,64                                                                                       |                                                                                            | 42,485                                                                                     |                                                                                            |                                                                                            |
| Dicky van der Werf Nederland                                                               |                                                                                            | Het IJ Surinamekade                                                                        | Skûtsje                                                                                    | 1908                                                                                       | 15,61                                                                                      |                                                                                            | 3,45                                                                                       | 1,13                                                                                       | 31,405                                                                                     |                                                                                            |                                                                                            |
| Galamadammen ENI 03270209 Nederland                                                        |                                                                                            | Het IJ Surinamekade                                                                        | Skûtsje                                                                                    | 1912                                                                                       | 19,40                                                                                      |                                                                                            | 3,50                                                                                       | 1,12                                                                                       | 40,979                                                                                     |                                                                                            |                                                                                            |
| Hoop op Zegen Nederland                                                                    |                                                                                            | Het IJ Surinamekade                                                                        | Skûtsje                                                                                    | 1902                                                                                       | 15,32                                                                                      |                                                                                            | 3,32                                                                                       |                                                                                            | 27,347                                                                                     |                                                                                            |                                                                                            |
| 'It Abbegeaster Skûtsje Nederland                                                          |                                                                                            | Het IJ Surinamekade                                                                        | Skûtsje                                                                                    | 1905                                                                                       | 17,08                                                                                      |                                                                                            | 3,46                                                                                       | 1,02                                                                                       | 29                                                                                         |                                                                                            |                                                                                            |
| Út en Thús ENI 03270390 Nederland                                                          |                                                                                            | Het IJ Surinamekade                                                                        | Skûtsje                                                                                    | 1910                                                                                       | 17,90                                                                                      |                                                                                            | 3,70                                                                                       | 1,17                                                                                       | 39,389                                                                                     |                                                                                            |                                                                                            |
| Verwisseling ENI 02208670 Nederland                                                        |                                                                                            | Het IJ Surinamekade                                                                        | Skûtsje                                                                                    | 1925                                                                                       | 19,12                                                                                      |                                                                                            | 3,62                                                                                       | 1,19                                                                                       | 43,715                                                                                     |                                                                                            |                                                                                            |
| Woeste Ånne Nederland                                                                      |                                                                                            | Het IJ Surinamekade                                                                        | Skûtsje                                                                                    | 1909                                                                                       | 17,98                                                                                      |                                                                                            | 3,61                                                                                       |                                                                                            | 40,341                                                                                     |                                                                                            |                                                                                            |
| Zwarte Schaap ENI 02210700 Nederland                                                       |                                                                                            | Het IJ Surinamekade                                                                        | Skûtsje                                                                                    | 1906                                                                                       | 21,03                                                                                      |                                                                                            | 4,05                                                                                       | 1,28                                                                                       | 65,239                                                                                     |                                                                                            |                                                                                            |

## Varende monumenten en historische vaartuigen: Sleepboten
| Lijst van deelnemende varende monumenten en historische vaartuigen aan Sail Amsterdam 2015 | Lijst van deelnemende varende monumenten en historische vaartuigen aan Sail Amsterdam 2015 | Lijst van deelnemende varende monumenten en historische vaartuigen aan Sail Amsterdam 2015 | Lijst van deelnemende varende monumenten en historische vaartuigen aan Sail Amsterdam 2015 | Lijst van deelnemende varende monumenten en historische vaartuigen aan Sail Amsterdam 2015 | Lijst van deelnemende varende monumenten en historische vaartuigen aan Sail Amsterdam 2015 | Lijst van deelnemende varende monumenten en historische vaartuigen aan Sail Amsterdam 2015 | Lijst van deelnemende varende monumenten en historische vaartuigen aan Sail Amsterdam 2015 | Lijst van deelnemende varende monumenten en historische vaartuigen aan Sail Amsterdam 2015 | Lijst van deelnemende varende monumenten en historische vaartuigen aan Sail Amsterdam 2015 | Lijst van deelnemende varende monumenten en historische vaartuigen aan Sail Amsterdam 2015 |
| Naam                                                                                       | Sail-in eskader                                                                            | Ligplaats                                                                                  | Soort schip                                                                                | Bouwjaar                                                                                   | Lengte (m)                                                                                 | Lengte (m)                                                                                 | Breedte (m)                                                                                | Diepgang (m)                                                                               | Vermogen                                                                                   | Foto                                                                                       |
| Naam                                                                                       | Sail-in eskader                                                                            | Ligplaats                                                                                  | Soort schip                                                                                | Bouwjaar                                                                                   | totaal                                                                                     | romp                                                                                       | Breedte (m)                                                                                | Diepgang (m)                                                                               | Vermogen                                                                                   | Foto                                                                                       |
| ------------------------------------------------------------------------------------------ | ------------------------------------------------------------------------------------------ | ------------------------------------------------------------------------------------------ | ------------------------------------------------------------------------------------------ | ------------------------------------------------------------------------------------------ | ------------------------------------------------------------------------------------------ | ------------------------------------------------------------------------------------------ | ------------------------------------------------------------------------------------------ | ------------------------------------------------------------------------------------------ | ------------------------------------------------------------------------------------------ | ------------------------------------------------------------------------------------------ |
| Alphecca ENI 02212782 Nederland                                                            | 120                                                                                        | Surinamekade                                                                               | Sleepboot                                                                                  | 1913                                                                                       | 23,02                                                                                      |                                                                                            | 5,82                                                                                       | 2,90                                                                                       | 500 pk                                                                                     | meer foto's                                                                                |
| Assistent ENI 02309000 Nederland                                                           | 091                                                                                        | IJhaven                                                                                    | Sleepboot                                                                                  | 1954                                                                                       | 16,8                                                                                       |                                                                                            | 4,32                                                                                       | 2,1                                                                                        | 172 apk                                                                                    | meer foto's                                                                                |
| Avontuur ENI 03010642 Nederland                                                            | 081                                                                                        | Entrepothaven                                                                              | Sleepboot                                                                                  | 1896                                                                                       | 17,79                                                                                      |                                                                                            | 4,05                                                                                       | 2,07                                                                                       | 180 apk                                                                                    |                                                                                            |
| Belier ENI Nederland                                                                       | 099                                                                                        | Oosterdok                                                                                  | Sleepboot                                                                                  | 1917                                                                                       | 15,25                                                                                      |                                                                                            | 3,8                                                                                        | 1,55                                                                                       | 70 apk                                                                                     | meer foto's                                                                                |
| Bia ENI 02014489 Nederland                                                                 | 095                                                                                        | Entrepothaven                                                                              | Sleepboot                                                                                  | 1922                                                                                       | 16,06                                                                                      |                                                                                            | 3,77                                                                                       | 1,6                                                                                        | 40 apk                                                                                     | meer foto's                                                                                |
| Brittania ENI 03050668 Nederland                                                           | 104                                                                                        | IJhaven                                                                                    | Sleepboot                                                                                  | 1921                                                                                       | 16,90                                                                                      |                                                                                            | 3,70                                                                                       | 1,45                                                                                       | 100 apk                                                                                    | meer foto's                                                                                |
| Commerijn ENI 02309582 Nederland                                                           | 085                                                                                        | IJhaven                                                                                    | Sleepboot                                                                                  | 1928                                                                                       | 18,25                                                                                      |                                                                                            | 4,7                                                                                        | 1,5                                                                                        | 190 apk                                                                                    |                                                                                            |
| Corsy ENI 02335251 Nederland                                                               | 093                                                                                        | IJhaven                                                                                    | Sleepboot                                                                                  | 1924                                                                                       | 15,08                                                                                      |                                                                                            | 3,77                                                                                       | 1,90                                                                                       | 175 apk                                                                                    |                                                                                            |
| Cycloop ENI 02316297 Nederland                                                             | 106                                                                                        | Oosterdok                                                                                  | Sleepboot                                                                                  | 1952                                                                                       | 12,15                                                                                      |                                                                                            | 3,22                                                                                       | 1,14                                                                                       | 125 apk                                                                                    |                                                                                            |
| D'Ouwe Manus ENI 02208766 Nederland                                                        | 100                                                                                        | IJhaven                                                                                    | Sleepboot                                                                                  | 1921                                                                                       | 14,48                                                                                      |                                                                                            | 3,78                                                                                       | 1,65                                                                                       | 120 apk                                                                                    |                                                                                            |
| David ENI 02002241 Nederland                                                               | 084                                                                                        | IJhaven                                                                                    | Sleepboot                                                                                  | 1947                                                                                       | 18,53                                                                                      |                                                                                            | 4,88                                                                                       | 2,20                                                                                       | 240 pk                                                                                     | meer foto's                                                                                |
| Deun ENI 02002145 Nederland                                                                | 102                                                                                        | IJhaven                                                                                    | Sleepboot                                                                                  | 1932                                                                                       | 15,51                                                                                      |                                                                                            | 4,13                                                                                       | 1,6                                                                                        | 120 apk                                                                                    | meer foto's                                                                                |
| Dockyard V ENI 02309762 Nederland                                                          | Neen                                                                                       | Het IJ Noordwal 57                                                                         | Sleepboot                                                                                  | 1942                                                                                       | 25,10                                                                                      |                                                                                            | 6,24 meter                                                                                 | 2,90                                                                                       | 500 ipk                                                                                    | meer foto's                                                                                |
| Dynamiek ENI 02305065 Nederland                                                            | 113                                                                                        |                                                                                            | Sleepboot                                                                                  | 1931                                                                                       | 11,05                                                                                      |                                                                                            | 3,15                                                                                       | 1,1                                                                                        | 140 apk                                                                                    |                                                                                            |
| Eems ENI 02201921 Nederland                                                                | Neen                                                                                       | Oosterdok                                                                                  | Sleepboot                                                                                  | 1939                                                                                       | 19,50 x                                                                                    |                                                                                            | 5,10 x                                                                                     | 2,30                                                                                       | 200 apk                                                                                    |                                                                                            |
| Elbe IMO 5100427 ENI 02717927 Nederland                                                    | Neen                                                                                       | Het IJ 1                                                                                   | Sleepboot                                                                                  | 1959                                                                                       | 58,09                                                                                      |                                                                                            | 11,23                                                                                      | 5,44                                                                                       | 2740 pk                                                                                    | meer foto's                                                                                |
| Fe-Ja ENI 02304958 Nederland                                                               | 097                                                                                        | IJhaven                                                                                    | Sleepboot                                                                                  | 1930                                                                                       | 17,04                                                                                      |                                                                                            | 4,32                                                                                       | 1,8                                                                                        | 135 apk                                                                                    |                                                                                            |
| Figore ENI 02326012 Nederland                                                              | 082                                                                                        | IJhaven                                                                                    | Sleepboot                                                                                  | 1940                                                                                       | 18,55                                                                                      |                                                                                            | 4,3                                                                                        | 1,9                                                                                        | 120 apk                                                                                    | meer foto's                                                                                |
| Furie IMO 5153632 ENI 02715590 Nederland                                                   | Neen                                                                                       | Het IJ Noordwal 58                                                                         | Sleepboot                                                                                  | 1916                                                                                       | 30,26                                                                                      |                                                                                            | 6,48                                                                                       | 3,68                                                                                       | 450 ipk                                                                                    | meer foto's                                                                                |
| Ger-Ant ENI 03031245 Nederland                                                             | 116                                                                                        | Oosterdok                                                                                  | Sleepboot                                                                                  | 1934                                                                                       | 10                                                                                         |                                                                                            | 2,97                                                                                       | 0,9                                                                                        | 110 apk                                                                                    | meer foto's                                                                                |
| Harmonie Nederland                                                                         | Neen                                                                                       | Oosterdok                                                                                  | Opduwer                                                                                    | 1920                                                                                       | 6,00                                                                                       |                                                                                            | 2,00                                                                                       | 0,70                                                                                       |                                                                                            |                                                                                            |
| Hercules ENI 02007991 Nederland                                                            | Neen                                                                                       | Het IJ Noordwal 51                                                                         | Stoomsleper                                                                                | 1915                                                                                       | 21,70                                                                                      |                                                                                            | 5,22                                                                                       | 2,60                                                                                       | 250 ipk                                                                                    | meer foto's                                                                                |
| Holland IMO 5153462 ENI 02602675 Nederland                                                 | Neen                                                                                       |                                                                                            | Sleepboot                                                                                  | 1951                                                                                       | 57,35                                                                                      |                                                                                            | 9,54                                                                                       | 4,50                                                                                       | 2100 apk                                                                                   | meer foto's                                                                                |
| Hugo ENI 02509196 ENI 02010156 Nederland                                                   | Neen                                                                                       | Het IJ Noordwal 53                                                                         | Stoomsleper                                                                                | 1929                                                                                       | 18,50                                                                                      |                                                                                            | 5,20                                                                                       | 2,35                                                                                       | 150 ipk                                                                                    |                                                                                            |
| Intento ENI 02302525 Nederland                                                             | 086                                                                                        | IJhaven                                                                                    | Sleepboot                                                                                  | 1950                                                                                       | 15,70                                                                                      |                                                                                            | 4,13                                                                                       | 1,67                                                                                       | 165 apk                                                                                    |                                                                                            |
| Ithaka Nederland                                                                           | 105                                                                                        | Oosterdok                                                                                  | Sleepboot                                                                                  | 1954                                                                                       | 13,00                                                                                      |                                                                                            | 3,30                                                                                       | 1,00                                                                                       | 116 apk                                                                                    | meer foto's                                                                                |
| Jacoba ENI 02003667 Nederland                                                              | 090                                                                                        | IJhaven                                                                                    | Sleepboot                                                                                  | 1918                                                                                       | 17,43                                                                                      |                                                                                            | 4,32                                                                                       | 1,9                                                                                        | 100 apk                                                                                    |                                                                                            |
| Jan ENI 03051481 Nederland                                                                 | 112                                                                                        | IJhaven                                                                                    | Sleepboot                                                                                  | 1950                                                                                       | 10,15                                                                                      |                                                                                            | 3,12                                                                                       | 1,05                                                                                       | 135 apk                                                                                    |                                                                                            |
| Jannes Nederland                                                                           | 108                                                                                        | Oosterdok                                                                                  | Sleepboot                                                                                  | 1913                                                                                       | 13,2                                                                                       |                                                                                            | 3,2                                                                                        | 1,6                                                                                        | 165 apk                                                                                    |                                                                                            |
| Jantje Nederland                                                                           | 115                                                                                        | Oosterdok                                                                                  | Opduwer                                                                                    | 1924                                                                                       | 6,50                                                                                       |                                                                                            |                                                                                            |                                                                                            |                                                                                            |                                                                                            |
| Kornelis Jr. ENI 02333395 Nederland                                                        | 078                                                                                        | IJhaven                                                                                    | Sleepboot                                                                                  | 1973                                                                                       | 19,50                                                                                      |                                                                                            | 4,50                                                                                       | 1,45                                                                                       | 2x 168 pk                                                                                  |                                                                                            |
| Maarten ENI 02103956 Nederland                                                             | 074                                                                                        | Het IJ Noordwal 56                                                                         | Sleepboot                                                                                  | 1926                                                                                       | 19,46                                                                                      |                                                                                            | 4,68                                                                                       | 2,10                                                                                       | 150 ipk                                                                                    | meer foto's                                                                                |
| Meeuw 10 ENI 02005335 Nederland                                                            | 096                                                                                        | Oosterdok                                                                                  | Sleepboot                                                                                  | 1952                                                                                       | 16,37                                                                                      |                                                                                            | 4,19                                                                                       | 1,17                                                                                       | 107 apk                                                                                    | meer foto's                                                                                |
| Milena ENI 03011091 Nederland                                                              | 098                                                                                        | IJhaven                                                                                    | Sleepboot                                                                                  | 1943                                                                                       | 14,88                                                                                      |                                                                                            | 4,14                                                                                       | 1,60                                                                                       | 172 apk                                                                                    |                                                                                            |
| Nelleke ENI 03030067 Nederland                                                             | 103                                                                                        | Oosterdok                                                                                  | Sleepboot                                                                                  | 1926                                                                                       | 12.42                                                                                      |                                                                                            | 3,23                                                                                       | 1,30                                                                                       | 140 pk                                                                                     |                                                                                            |
| Norway ENI 02010483 Nederland                                                              | 083                                                                                        | IJhaven                                                                                    | Sleepboot                                                                                  | 1948                                                                                       | 17,88                                                                                      |                                                                                            | 4,50                                                                                       | 2,30                                                                                       | 275 apk                                                                                    |                                                                                            |
| Nostalgie ENI 03320125 Nederland                                                           | 079                                                                                        | IJhaven                                                                                    | Sleepboot                                                                                  | 1904                                                                                       | 18,6                                                                                       |                                                                                            | 4,2                                                                                        | 1,85                                                                                       | 110 apk                                                                                    | meer foto's                                                                                |
| Phoenix ENI 02104310 Nederland                                                             | 077                                                                                        | IJhaven                                                                                    | Sleepboot                                                                                  | 1913                                                                                       | 21,30                                                                                      |                                                                                            | 5,16                                                                                       | 2,85                                                                                       | 150 apk                                                                                    |                                                                                            |
| Pionier ENI 02307483 Nederland                                                             | 101                                                                                        | Oosterdok                                                                                  | Sleepboot                                                                                  | 1914                                                                                       | 13,2                                                                                       |                                                                                            | 3,37                                                                                       | 1,75                                                                                       | 116 apk                                                                                    |                                                                                            |
| Pipa ENI 02014128 Nederland                                                                | 109                                                                                        | Oosterdok                                                                                  | Sleepboot                                                                                  | 1926                                                                                       | 7,95                                                                                       |                                                                                            | 2,25                                                                                       | 0,90                                                                                       | 115 apk                                                                                    |                                                                                            |
| Poolster ENI 02300573 Nederland                                                            | 087                                                                                        | IJhaven                                                                                    | Sleepboot                                                                                  | 1924                                                                                       | 18,36                                                                                      |                                                                                            | 4,57                                                                                       | 1,9                                                                                        | 150 apk                                                                                    | meer foto's                                                                                |
| Poseidon ENI 06503959 Nederland                                                            | 076                                                                                        | IJhaven                                                                                    | Sleepboot                                                                                  | 1957                                                                                       | 21,32                                                                                      | 19,00                                                                                      | 6,02                                                                                       | 2,80                                                                                       | 290 apk                                                                                    |                                                                                            |
| R.V.E. 9 Nederland                                                                         | 111                                                                                        | Oosterdok                                                                                  | Sleepboot                                                                                  | 1966                                                                                       | 7,00                                                                                       |                                                                                            | 2,30                                                                                       |                                                                                            | 20 pk                                                                                      |                                                                                            |
| Rebocador 12 ENI 02316335 Nederland                                                        | 088                                                                                        | Entrepothaven                                                                              | Sleepboot                                                                                  | 1942                                                                                       | 18,26                                                                                      |                                                                                            | 4,75                                                                                       | 2,15                                                                                       | 150 apk                                                                                    |                                                                                            |
| Roek ENI 02101735 Nederland                                                                | 075                                                                                        | Het IJ Noordwal 54                                                                         | Sleepboot                                                                                  | 1930                                                                                       | 20,25                                                                                      |                                                                                            | 5,10                                                                                       | 2,20                                                                                       | 160 ipk                                                                                    | meer foto's                                                                                |
| Sana ENI 02305930 Nederland                                                                | 094                                                                                        | IJhaven                                                                                    | Sleepboot                                                                                  | 1927                                                                                       | 17,32                                                                                      |                                                                                            | 3,74                                                                                       | 1,45                                                                                       | 200 apk                                                                                    |                                                                                            |
| Scheelenkuhlen ENI 02509196 ENI 02334719 Nederland                                         | Neen                                                                                       | Het IJ Noordwal 52                                                                         | Stoomsleper                                                                                | 1927                                                                                       | 21,4                                                                                       |                                                                                            | 5,61                                                                                       | 2                                                                                          | 220 ipk                                                                                    |                                                                                            |
| Shipdock V ENI 02006652 Nederland                                                          | 080                                                                                        | Entrepothaven                                                                              | Sleepboot                                                                                  | 1951                                                                                       | 18,82                                                                                      |                                                                                            | 4,15                                                                                       | 1,21                                                                                       | 96 apk                                                                                     |                                                                                            |
| Shipdock VI ENI 02001963 Nederland                                                         | 089                                                                                        | Oosterdok                                                                                  | Sleepboot                                                                                  | 1945                                                                                       | 16,18                                                                                      |                                                                                            | 4,28                                                                                       | 1,08                                                                                       | 165 apk                                                                                    |                                                                                            |
| Sien ENI 02000525 Nederland                                                                | 107                                                                                        | Oosterdok                                                                                  | Sleepboot                                                                                  | 1927                                                                                       | 13,88                                                                                      |                                                                                            | 3,40                                                                                       | 1,28                                                                                       | 60 apk                                                                                     |                                                                                            |
| Wieta ENI 02003220 Nederland                                                               | 114                                                                                        | IJhaven                                                                                    | Sleepboot                                                                                  | 1920                                                                                       | 13,7                                                                                       |                                                                                            | 3,14                                                                                       | 1,3                                                                                        | 105 apk                                                                                    |                                                                                            |
| Wilhelmina Maria ENI 02306019 Nederland                                                    | 092                                                                                        | IJhaven                                                                                    | Sleepboot                                                                                  | 1938                                                                                       | 15,94                                                                                      |                                                                                            | 4,19                                                                                       | 1,83                                                                                       | 176 apk                                                                                    |                                                                                            |
| Wouw ENI 02308884 Nederland                                                                | 110                                                                                        | Oosterdok                                                                                  | Sleepboot                                                                                  | 1949                                                                                       | 15,04                                                                                      |                                                                                            | 3,70                                                                                       | 1,56                                                                                       | 175 apk                                                                                    | meer foto's                                                                                |
| Y8122 Nederland                                                                            | Neen                                                                                       | Het IJ Noordwal 55                                                                         | Stoomsleper                                                                                | 1937                                                                                       | 19,29                                                                                      |                                                                                            | 4,97                                                                                       | 2,35                                                                                       | 115 ipk                                                                                    | meer foto's                                                                                |

## Varende monumenten en historische vaartuigen: Kotters
| Lijst van deelnemende varende monumenten en historische vaartuigen aan Sail Amsterdam 2015 | Lijst van deelnemende varende monumenten en historische vaartuigen aan Sail Amsterdam 2015 | Lijst van deelnemende varende monumenten en historische vaartuigen aan Sail Amsterdam 2015 | Lijst van deelnemende varende monumenten en historische vaartuigen aan Sail Amsterdam 2015 | Lijst van deelnemende varende monumenten en historische vaartuigen aan Sail Amsterdam 2015 | Lijst van deelnemende varende monumenten en historische vaartuigen aan Sail Amsterdam 2015 | Lijst van deelnemende varende monumenten en historische vaartuigen aan Sail Amsterdam 2015 | Lijst van deelnemende varende monumenten en historische vaartuigen aan Sail Amsterdam 2015 | Lijst van deelnemende varende monumenten en historische vaartuigen aan Sail Amsterdam 2015 | Lijst van deelnemende varende monumenten en historische vaartuigen aan Sail Amsterdam 2015 | Lijst van deelnemende varende monumenten en historische vaartuigen aan Sail Amsterdam 2015 |
| Naam                                                                                       | Ligplaats                                                                                  | Soort schip                                                                                | Bouwjaar                                                                                   | Lengte (m)                                                                                 | Lengte (m)                                                                                 | Breedte (m)                                                                                | Diepgang (m)                                                                               | Zeiloppervlak (m²)                                                                         | Foto                                                                                       |                                                                                            |
| Naam                                                                                       | Ligplaats                                                                                  | Soort schip                                                                                | Bouwjaar                                                                                   | totaal                                                                                     | romp                                                                                       | Breedte (m)                                                                                | Diepgang (m)                                                                               | Zeiloppervlak (m²)                                                                         | Foto                                                                                       |                                                                                            |
| ------------------------------------------------------------------------------------------ | ------------------------------------------------------------------------------------------ | ------------------------------------------------------------------------------------------ | ------------------------------------------------------------------------------------------ | ------------------------------------------------------------------------------------------ | ------------------------------------------------------------------------------------------ | ------------------------------------------------------------------------------------------ | ------------------------------------------------------------------------------------------ | ------------------------------------------------------------------------------------------ | ------------------------------------------------------------------------------------------ | ------------------------------------------------------------------------------------------ |
| Aeolus Nederland                                                                           | Surinamekade                                                                               | Kotter                                                                                     | 1912                                                                                       | 16,00                                                                                      | 13,70                                                                                      | 4,50                                                                                       | 1,50                                                                                       | 25                                                                                         |                                                                                            |                                                                                            |
| Anna ENI 02007080 Nederland                                                                | IJhaven                                                                                    | Garnalenkotter                                                                             | 1962                                                                                       | 19                                                                                         |                                                                                            | 5,13                                                                                       |                                                                                            |                                                                                            | meer foto's                                                                                |                                                                                            |
| Baukje Nederland                                                                           | IJhaven                                                                                    | Kotter                                                                                     | 1957                                                                                       | 18,50                                                                                      | 15,00                                                                                      | 4,60                                                                                       | 1,60                                                                                       | 58                                                                                         |                                                                                            |                                                                                            |
| Bjorn Nederland                                                                            | IJhaven                                                                                    | Noorse kotter                                                                              | 1963                                                                                       | 9,57                                                                                       |                                                                                            | 3,06                                                                                       | 1,23                                                                                       |                                                                                            |                                                                                            |                                                                                            |
| BorderMaid Nederland                                                                       | IJhaven                                                                                    | Kotter                                                                                     | 1959                                                                                       | 17,00                                                                                      | 16,00                                                                                      | 5,60                                                                                       | 2,30                                                                                       |                                                                                            |                                                                                            |                                                                                            |
| EH18 Claesje Nederland                                                                     | IJhaven                                                                                    | Kotter                                                                                     | 1948                                                                                       | 13,75                                                                                      | 10,00                                                                                      | 3,90                                                                                       | 1,40                                                                                       |                                                                                            | meer foto's                                                                                |                                                                                            |
| Elbe Nederland                                                                             | IJhaven                                                                                    | Kotter                                                                                     | 1896                                                                                       | 15,50                                                                                      |                                                                                            | 4,30                                                                                       | 1,10                                                                                       | 100                                                                                        |                                                                                            |                                                                                            |
| Fruition Nederland                                                                         | IJhaven                                                                                    | Kotter                                                                                     | 1933                                                                                       | 20,40                                                                                      | 14,60                                                                                      | 4,65                                                                                       | 2,40                                                                                       | 158                                                                                        |                                                                                            |                                                                                            |
| HD174 Eos Nederland                                                                        | IJhaven                                                                                    | Kotter                                                                                     | 1949                                                                                       | 14,68                                                                                      | 13,41                                                                                      | 3,87                                                                                       | 1,25                                                                                       |                                                                                            |                                                                                            |                                                                                            |
| Hellesund Nederland                                                                        | Entrepothaven                                                                              | Kotter                                                                                     | 1918                                                                                       | 17,50                                                                                      | 16,00                                                                                      | 4,40                                                                                       | 2,15                                                                                       | 200                                                                                        |                                                                                            |                                                                                            |
| Hoop op Zegen Nederland                                                                    | IJhaven                                                                                    | Kotter                                                                                     | 1936                                                                                       | 18,00                                                                                      | 13,00                                                                                      | 4,20                                                                                       | 2,00                                                                                       |                                                                                            |                                                                                            |                                                                                            |
| Johan de Witt Nederland                                                                    | IJhaven                                                                                    | Kotter                                                                                     | 1923                                                                                       | 17,00                                                                                      | 16,00                                                                                      | 4,20                                                                                       | 1,85                                                                                       |                                                                                            |                                                                                            |                                                                                            |
| Lara Nederland                                                                             | IJhaven                                                                                    | Kotter                                                                                     | 1956                                                                                       | 11,00                                                                                      | 8,00                                                                                       | 2,90                                                                                       | 1,20                                                                                       |                                                                                            |                                                                                            |                                                                                            |
| LE27 Trijntje Jacoba Nederland                                                             | IJhaven                                                                                    | Kotter                                                                                     | 1948                                                                                       | 13,20                                                                                      | 11,10                                                                                      | 3,35                                                                                       | 1,50                                                                                       | 38,30                                                                                      | meer foto's                                                                                |                                                                                            |
| LE76 Twee Gebroeders Nederland                                                             | IJhaven                                                                                    | Kotter                                                                                     | 1932                                                                                       | 15,30                                                                                      | 14,30                                                                                      | 3,50                                                                                       | 1,20                                                                                       |                                                                                            |                                                                                            |                                                                                            |
| Ouwe Dibbes Nederland                                                                      | IJhaven                                                                                    | Kotter                                                                                     | 1930                                                                                       | 15,60                                                                                      | 15,00                                                                                      | 3,20                                                                                       | 1,25                                                                                       | 60                                                                                         |                                                                                            |                                                                                            |
| Rose of Tralee Nederland                                                                   | IJhaven                                                                                    | Kotter                                                                                     | 1935                                                                                       | 10,00                                                                                      | 9,00                                                                                       | 2,90                                                                                       | 1,25                                                                                       | 35                                                                                         |                                                                                            |                                                                                            |
| ST10 Stien Nederland                                                                       | IJhaven                                                                                    | Kotter                                                                                     | 1948                                                                                       | 14,85                                                                                      |                                                                                            | 3,85                                                                                       | 1,50                                                                                       | 6                                                                                          |                                                                                            |                                                                                            |
| TS25 Tordis Nederland                                                                      | Entrepothaven                                                                              | Kotter                                                                                     | 1922                                                                                       | 13,29                                                                                      |                                                                                            | 4,39                                                                                       | 2,00                                                                                       | 97                                                                                         |                                                                                            |                                                                                            |
| TX37 Anna Nederland                                                                        | IJhaven                                                                                    | Kotter                                                                                     | 1931                                                                                       | 19,96                                                                                      | 19,00                                                                                      | 5,58                                                                                       | 1,90                                                                                       | 250                                                                                        | meer foto's                                                                                |                                                                                            |
| UK107 Najade Nederland                                                                     | IJhaven                                                                                    | Kotter                                                                                     | 1959                                                                                       | 15,45                                                                                      | 14,20                                                                                      | 4,09                                                                                       | 1,80                                                                                       |                                                                                            |                                                                                            |                                                                                            |
| NG63 Vesterhavet Nederland                                                                 | IJhaven                                                                                    | Kotter                                                                                     | 1932                                                                                       | 12,10                                                                                      |                                                                                            | 4,20                                                                                       | 1,65                                                                                       | 12,4                                                                                       | meer foto's                                                                                |                                                                                            |
| Voordewind Nederland                                                                       | Entrepothaven                                                                              | Kotter                                                                                     | 1960                                                                                       | 12,50                                                                                      | 9,98                                                                                       | 3,50                                                                                       | 1,60                                                                                       | 75                                                                                         |                                                                                            |                                                                                            |
| Zeeland Nederland                                                                          | IJhaven                                                                                    | Kotter                                                                                     | 1959                                                                                       | 15,20                                                                                      |                                                                                            | 5,00                                                                                       | 1,95                                                                                       | 150                                                                                        |                                                                                            |                                                                                            |
| ZK4 Albatros Nederland                                                                     | IJhaven                                                                                    | Kotter                                                                                     | 1921                                                                                       | 18,00                                                                                      | 17,25                                                                                      | 3,72                                                                                       | 1,40                                                                                       |                                                                                            |                                                                                            |                                                                                            |

## Varende monumenten en historische vaartuigen: Botters
| Lijst van deelnemende schepen van de Vereniging Botterbehoud | Lijst van deelnemende schepen van de Vereniging Botterbehoud | Lijst van deelnemende schepen van de Vereniging Botterbehoud | Lijst van deelnemende schepen van de Vereniging Botterbehoud | Lijst van deelnemende schepen van de Vereniging Botterbehoud | Lijst van deelnemende schepen van de Vereniging Botterbehoud | Lijst van deelnemende schepen van de Vereniging Botterbehoud | Lijst van deelnemende schepen van de Vereniging Botterbehoud | Lijst van deelnemende schepen van de Vereniging Botterbehoud | Lijst van deelnemende schepen van de Vereniging Botterbehoud |
| Naam                                                         | Ligplaats                                                    | Soort schip                                                  | Bouwjaar                                                     | Lengte (m)                                                   | Breedte (m)                                                  | Diepgang (m)                                                 | Zeiloppervlak (m²)                                           | Foto                                                         |                                                              |
| ------------------------------------------------------------ | ------------------------------------------------------------ | ------------------------------------------------------------ | ------------------------------------------------------------ | ------------------------------------------------------------ | ------------------------------------------------------------ | ------------------------------------------------------------ | ------------------------------------------------------------ | ------------------------------------------------------------ | ------------------------------------------------------------ |
| AM1 Nederland                                                | Sumatrakade                                                  | Botter                                                       | 1890                                                         | 13,25                                                        | 4,5                                                          |                                                              |                                                              | Foto                                                         |                                                              |
| BU2 Nederland                                                | Sumatrakade                                                  | Botter                                                       | 1909                                                         | 14                                                           | 4,6                                                          | 0,8                                                          | 125                                                          |                                                              |                                                              |
| BU8 Nederland                                                | Sumatrakade                                                  | Botter                                                       | 1881                                                         | 14                                                           | 4,8                                                          | 0,95                                                         | 120                                                          |                                                              |                                                              |
| BU9 Nederland                                                | IJhaven                                                      | Botter                                                       | 1910                                                         | 14                                                           | 3,5                                                          | 0,9                                                          | 80                                                           |                                                              |                                                              |
| BU16 Nederland                                               | Entrepothaven                                                | Botter                                                       | 1880                                                         | 11,5                                                         | 3,1                                                          | 0,7                                                          | 100                                                          | meer foto's                                                  |                                                              |
| BU20 Nederland                                               | Sumatrakade                                                  | Botter                                                       | 1894                                                         | 13.05                                                        | 4,25                                                         | 0,85                                                         | 90                                                           | meer foto's                                                  |                                                              |
| BU33 Nederland                                               | Sumatrakade                                                  | Botter                                                       | 1904                                                         | 13,65                                                        | 4,4                                                          | 0,9                                                          | 90                                                           |                                                              |                                                              |
| BU59 Nederland                                               | Sumatrakade                                                  | Botter                                                       | 1911                                                         | 13,5                                                         | 4,2                                                          | 1                                                            | 100                                                          |                                                              |                                                              |
| BU61 Nederland                                               | Sumatrakade                                                  | Botter                                                       | 1912                                                         | 13,7                                                         | 4,5                                                          | 0,9                                                          | 70                                                           | meer foto's                                                  |                                                              |
| BU65 Nederland                                               | IJhaven                                                      | Botter                                                       | 1911                                                         | 13,5                                                         | 4,2                                                          | 0,75                                                         |                                                              |                                                              |                                                              |
| BU75 Nederland                                               | Sumatrakade                                                  | Botter                                                       | 1896                                                         | 12                                                           | 4,3                                                          | 0,8                                                          | 70                                                           | meer foto's                                                  |                                                              |
| BU89 Nederland                                               | Sumatrakade                                                  | Botter                                                       | 1907                                                         | 13,5                                                         | 4,25                                                         | 0,9                                                          |                                                              |                                                              |                                                              |
| BU101 Nederland                                              | IJhaven                                                      | Botter                                                       | 1906                                                         | 13,85                                                        | 4,1                                                          | 0,9                                                          | 120                                                          |                                                              |                                                              |
| BU112 Nederland                                              | Sumatrakade                                                  | Botter                                                       | 1886                                                         | 13                                                           | 4                                                            | 0,8                                                          | 80                                                           | meer foto's                                                  |                                                              |
| BU113 Nederland                                              | Sumatrakade                                                  | Botter                                                       | 1908                                                         | 13,28                                                        | 4,4                                                          | 0,9                                                          | 80                                                           |                                                              |                                                              |
| BU130 Trui Nederland                                         | Sumatrakade                                                  | Botter                                                       | 1875                                                         | 13,44                                                        | 4,31                                                         | 0,9                                                          | 80                                                           | meer foto's                                                  |                                                              |
| BU210 Nederland                                              | Sumatrakade                                                  | Botter                                                       | 1986                                                         | 13,50                                                        | 4,25                                                         |                                                              | 120                                                          |                                                              |                                                              |
| EB1 Nederland                                                | Sumatrakade                                                  | Botter                                                       | 1885                                                         | 13,55                                                        | 4,1                                                          | 1                                                            | 80                                                           | meer foto's                                                  |                                                              |
| EB18 Nederland                                               | Sumatrakade                                                  | Botter                                                       | 1893                                                         | 11,65                                                        | 4                                                            | 0,65                                                         | 55                                                           | meer foto's                                                  |                                                              |
| EB23 Nederland                                               | Sumatrakade                                                  | Botter                                                       | 1909                                                         | 13,4                                                         | 4,3                                                          | 1                                                            | 80                                                           |                                                              |                                                              |
| EB25 Nederland                                               | Sumatrakade                                                  | Botter                                                       | 1895                                                         | 13,5                                                         | 4,5                                                          | 0,8                                                          | 85                                                           |                                                              |                                                              |
| EB43 Nederland                                               | Sumatrakade                                                  | Botter                                                       | 1913                                                         | 13,55                                                        | 4,1                                                          | 1                                                            | 80                                                           |                                                              |                                                              |
| EB65 Nederland                                               | Sumatrakade                                                  | Botter                                                       | 1908                                                         | 13,65                                                        | 4,05                                                         |                                                              | 125                                                          |                                                              |                                                              |
| EB68 Nederland                                               | Sumatrakade                                                  | Botter                                                       | 1898                                                         | 13,2                                                         | 4,5                                                          | 0,85                                                         | 80                                                           |                                                              |                                                              |
| GT13 Y-Vector br /> Nederland                                | Sumatrakade                                                  | Botter                                                       | 1901                                                         | 13,5                                                         | 4,6                                                          |                                                              |                                                              |                                                              |                                                              |
| HD2 Nederland                                                | Sumatrakade                                                  | Botter                                                       | 1903                                                         | 13,5                                                         | 4,1                                                          |                                                              |                                                              |                                                              |                                                              |
| HK3 De Vrouw Hendriekje Nederland                            | Sumatrakade                                                  | Botter                                                       | 1905                                                         | 11,2                                                         | 4,2                                                          | 0,7                                                          |                                                              |                                                              |                                                              |
| HK9 Nederland                                                | Sumatrakade                                                  | Botter                                                       | 1937                                                         | 10,0                                                         | 3,40                                                         | 0,70                                                         |                                                              |                                                              |                                                              |
| HK22 De Drie Gebroeders Nederland                            | Sumatrakade                                                  | Botter                                                       | 1889                                                         | 13,2                                                         | 4,2                                                          | 0,8                                                          | 80                                                           |                                                              |                                                              |
| HK98 Nederland                                               | Sumatrakade                                                  | Botter                                                       | 1918                                                         | 13,5                                                         | 4,5                                                          |                                                              |                                                              |                                                              |                                                              |
| HK172 Nederland                                              | Sumatrakade                                                  | Botter                                                       | 1899                                                         | 12                                                           | 4                                                            | 0,60                                                         |                                                              | meer foto's                                                  |                                                              |
| HL77 Vrouwe Johanna Nederland                                | IJhaven                                                      | Staverse jol                                                 | 1907                                                         | 6,5                                                          | 2,35                                                         | 0,85                                                         |                                                              |                                                              |                                                              |
| HN3 Nederland                                                | IJhaven                                                      | Botter                                                       | 1904                                                         | 12,1                                                         | 3,95                                                         | 0,9                                                          |                                                              |                                                              |                                                              |
| HN11 Nederland                                               | Sumatrakade                                                  | Botter                                                       | 1916                                                         | 13,95                                                        | 4,35                                                         | 0,9                                                          | 94                                                           |                                                              |                                                              |
| KP32 Nederland                                               | Sumatrakade                                                  | Botter                                                       | 1887                                                         | 12,65                                                        | 4,15                                                         |                                                              | 120                                                          |                                                              |                                                              |
| KP41 Nederland                                               | Sumatrakade                                                  | Botter                                                       | 1900 ±                                                       | 13,05                                                        | 4                                                            | 0,9                                                          | 90                                                           |                                                              |                                                              |
| KP118 Nederland                                              | Sumatrakade                                                  | Botter                                                       | 1909                                                         | 13,65                                                        | 4,4                                                          | 0,85                                                         | 80                                                           |                                                              |                                                              |
| LE6 Nederland                                                | Entrepothaven                                                | Lemsteraak                                                   | 1902                                                         | 12                                                           | 3                                                            | 0,8                                                          |                                                              |                                                              |                                                              |
| LE74 't Kan Verkeren Nederland                               | Sumatrakade                                                  | Lemsteraak                                                   | 1900                                                         | 11,4                                                         | 4,2                                                          | 0,9                                                          | 62                                                           |                                                              |                                                              |
| RD23 Nederland                                               | Sumatrakade                                                  | Vollenhoofse bol                                             | 1911 ±                                                       | 9                                                            | 3                                                            | 0,5                                                          | 46                                                           |                                                              |                                                              |
| RD28 Vrouwe Elizabeth Nederland                              | Sumatrakade                                                  | Botter                                                       | 1909                                                         | 12,7                                                         | 3,9                                                          | 0,9                                                          | 122                                                          | meer foto's                                                  |                                                              |
| TX11 De Drie Gebroeders Nederland                            | Sumatrakade                                                  | Blazer                                                       | 1982                                                         | 14,67                                                        | 4,80                                                         |                                                              | 140                                                          | meer foto's                                                  |                                                              |
| UK15 De Jonge Jelle Nederland                                | Sumatrakade                                                  | Botter                                                       | 1908                                                         | 14                                                           | 4,3                                                          | 1,1                                                          | 120                                                          |                                                              |                                                              |
| UK213 Nederland                                              | Sumatrakade                                                  | Botter                                                       | 1902                                                         | 13,5                                                         | 4,5                                                          | 0,8                                                          | 80                                                           | meer foto's                                                  |                                                              |
| VD84 Pieter Bell Nederland                                   | Sumatrakade                                                  | Volendammer kwak                                             | 1918                                                         | 15,58                                                        | 5,1                                                          | 1,1                                                          | 100                                                          |                                                              |                                                              |
| VD153 Nederland                                              | Sumatrakade                                                  | Botter                                                       | 1899                                                         | 13,5                                                         | 4                                                            |                                                              |                                                              |                                                              |                                                              |
| VD172 Nederland                                              | Sumatrakade                                                  | Volendammer kwak                                             | 1904                                                         | 15,5                                                         | 5                                                            | 1,2                                                          | 120                                                          |                                                              |                                                              |
| VD241 Nederland                                              | Sumatrakade                                                  | Volendammer kwak                                             | 1911                                                         | 16,16                                                        | 5,02                                                         | 1,12                                                         | 145                                                          |                                                              |                                                              |
| VN4 Nederland                                                | Sumatrakade                                                  | Botter                                                       | 1899                                                         | 14                                                           | 4,2                                                          | 0,8                                                          | 80                                                           |                                                              |                                                              |
| VN66 Nederland                                               | Sumatrakade                                                  | Botter                                                       | 1902                                                         | 13,5x 4,05x 0,8                                              | 4,05                                                         | 0,8                                                          | 80                                                           |                                                              |                                                              |
| WK1 Nederland                                                | Sumatrakade                                                  | Wieringeraak                                                 | 1880 ±                                                       | 14                                                           | 5,1                                                          | 0,96                                                         | 110                                                          | meer foto's                                                  |                                                              |
| WON119 Nederland                                             | Sumatrakade                                                  | Lemsteraak                                                   | 1908                                                         | 13,4                                                         | 4,05                                                         | 0,9                                                          |                                                              |                                                              |                                                              |
| WR12 Knar Nederland                                          | Sumatrakade                                                  | Wieringeraak                                                 | 1898                                                         | 10,6                                                         | 3,4                                                          |                                                              |                                                              | meer foto's                                                  |                                                              |
| WR54 De Jonge Grietje Nederland                              | Sumatrakade                                                  | Wieringer aak                                                | 1912                                                         | 12                                                           | 4                                                            | 0,7                                                          | 120                                                          | meer foto's                                                  |                                                              |
| WR89 Nederland                                               | Sumatrakade                                                  | Wieringer aak                                                | 1915                                                         | 11,4                                                         | 4,8                                                          | 0,9                                                          | 75                                                           |                                                              |                                                              |
| WR173 Twee Gebroeders Nederland                              | Sumatrakade                                                  | Wieringer aak                                                | 1915                                                         | 11,8                                                         | 4,3                                                          | 0,75                                                         | 65                                                           |                                                              |                                                              |

## Varende monumenten en historische vaartuigen: Zalmschouwen
| Lijst van deelnemende varende monumenten en historische vaartuigen aan Sail Amsterdam 2015 | Lijst van deelnemende varende monumenten en historische vaartuigen aan Sail Amsterdam 2015 | Lijst van deelnemende varende monumenten en historische vaartuigen aan Sail Amsterdam 2015 | Lijst van deelnemende varende monumenten en historische vaartuigen aan Sail Amsterdam 2015 | Lijst van deelnemende varende monumenten en historische vaartuigen aan Sail Amsterdam 2015 | Lijst van deelnemende varende monumenten en historische vaartuigen aan Sail Amsterdam 2015 | Lijst van deelnemende varende monumenten en historische vaartuigen aan Sail Amsterdam 2015 | Lijst van deelnemende varende monumenten en historische vaartuigen aan Sail Amsterdam 2015 | Lijst van deelnemende varende monumenten en historische vaartuigen aan Sail Amsterdam 2015 | Lijst van deelnemende varende monumenten en historische vaartuigen aan Sail Amsterdam 2015 | Lijst van deelnemende varende monumenten en historische vaartuigen aan Sail Amsterdam 2015 |
| Naam                                                                                       | Ligplaats                                                                                  | Soort schip                                                                                | Bouwjaar                                                                                   | Lengte (m)                                                                                 | Lengte (m)                                                                                 | Breedte (m)                                                                                | Diepgang (m)                                                                               | Zeiloppervlak (m²)                                                                         | Foto                                                                                       |                                                                                            |
| Naam                                                                                       | Ligplaats                                                                                  | Soort schip                                                                                | Bouwjaar                                                                                   | totaal                                                                                     | romp                                                                                       | Breedte (m)                                                                                | Diepgang (m)                                                                               | Zeiloppervlak (m²)                                                                         | Foto                                                                                       |                                                                                            |
| ------------------------------------------------------------------------------------------ | ------------------------------------------------------------------------------------------ | ------------------------------------------------------------------------------------------ | ------------------------------------------------------------------------------------------ | ------------------------------------------------------------------------------------------ | ------------------------------------------------------------------------------------------ | ------------------------------------------------------------------------------------------ | ------------------------------------------------------------------------------------------ | ------------------------------------------------------------------------------------------ | ------------------------------------------------------------------------------------------ | ------------------------------------------------------------------------------------------ |
| ALB6 Nederland                                                                             | Oosterdok                                                                                  | Zalmschouw                                                                                 | 1997                                                                                       | 8,63                                                                                       | 8,50                                                                                       | 2,68                                                                                       | 0,60                                                                                       |                                                                                            |                                                                                            |                                                                                            |
| Ankie Nederland                                                                            | Oosterdok                                                                                  | Zalmschouw                                                                                 | 1890                                                                                       | 6,00                                                                                       | 5,00                                                                                       | 1,60                                                                                       | 0,30                                                                                       |                                                                                            |                                                                                            |                                                                                            |
| ARK4 Nederland                                                                             | Oosterdok                                                                                  | Zalmschouw                                                                                 | 1989                                                                                       | 8,65                                                                                       |                                                                                            | 3,00                                                                                       | 0,50                                                                                       |                                                                                            | meer foto's                                                                                |                                                                                            |
| Artios Nederland                                                                           | Oosterdok                                                                                  | Zalmschouw                                                                                 | 1984                                                                                       | 9,00                                                                                       | 8,30                                                                                       | 2,54                                                                                       | 0,75                                                                                       |                                                                                            |                                                                                            |                                                                                            |
| DD90 Nederland                                                                             | Oosterdok                                                                                  | Zalmschouw                                                                                 | 1886                                                                                       | 6,50                                                                                       | 6,00                                                                                       | 1,30                                                                                       | 0,30                                                                                       |                                                                                            |                                                                                            |                                                                                            |
| DD96 Nederland                                                                             | Oosterdok                                                                                  | Zalmschouw                                                                                 | 1996                                                                                       | 7,20                                                                                       | 6,80                                                                                       | 2,20                                                                                       | 0,40                                                                                       |                                                                                            |                                                                                            |                                                                                            |
| DRI12 Nederland                                                                            | Oosterdok                                                                                  | Zalmschouw                                                                                 | 1998                                                                                       | 7,03                                                                                       | 6,00                                                                                       | 2,16                                                                                       | 0,50                                                                                       |                                                                                            | meer foto's                                                                                |                                                                                            |
| GOR26 Nederland                                                                            | Oosterdok                                                                                  | Zalmschouw                                                                                 | 2004                                                                                       | 7,20                                                                                       | 6,30                                                                                       | 2,20                                                                                       | 0,30                                                                                       |                                                                                            |                                                                                            |                                                                                            |
| HD1 Nederland                                                                              | Oosterdok                                                                                  | Zalmschouw                                                                                 | 1996                                                                                       | 6,98                                                                                       |                                                                                            | 2,13                                                                                       | 0,50                                                                                       |                                                                                            |                                                                                            |                                                                                            |
| HD16 Nederland                                                                             | Oosterdok                                                                                  | Zalmschouw                                                                                 | 1909                                                                                       | 7,20                                                                                       | 6,94                                                                                       | 2,12                                                                                       | 0,50                                                                                       |                                                                                            | meer foto's                                                                                |                                                                                            |
| HD28 Nederland                                                                             | Oosterdok                                                                                  | Zalmschouw                                                                                 | 1920                                                                                       | 6,00                                                                                       | 5,80                                                                                       | 1,80                                                                                       | 0,30                                                                                       |                                                                                            |                                                                                            |                                                                                            |
| HD90 Nederland                                                                             | Oosterdok                                                                                  | Zalmschouw                                                                                 | 1994                                                                                       | 8,62                                                                                       | 8,00                                                                                       | 2,70                                                                                       | 0,50                                                                                       |                                                                                            |                                                                                            |                                                                                            |
| HD143 Nederland                                                                            | Oosterdok                                                                                  | Zalmschouw                                                                                 | 1960                                                                                       | 7,00                                                                                       | 6,00                                                                                       | 2,20                                                                                       | 0,40                                                                                       |                                                                                            |                                                                                            |                                                                                            |
| IJsvogel Nederland                                                                         | Oosterdok                                                                                  | Zalmschouw                                                                                 | 1975                                                                                       | 6,95                                                                                       |                                                                                            | 2,15                                                                                       | 0,45                                                                                       |                                                                                            |                                                                                            |                                                                                            |
| KL16 Nederland                                                                             | Oosterdok                                                                                  | Zalmschouw                                                                                 | 1927                                                                                       | 7,33                                                                                       | 6,00                                                                                       | 2,20                                                                                       | 0,30                                                                                       |                                                                                            |                                                                                            |                                                                                            |
| Klein Profijt 1 Nederland                                                                  | Oosterdok                                                                                  | Zalmschouw                                                                                 | 1998                                                                                       | 8,65                                                                                       | 7,65                                                                                       | 2,65                                                                                       | 0,40                                                                                       |                                                                                            |                                                                                            |                                                                                            |
| Maaike Nederland                                                                           | Oosterdok                                                                                  | Zalmschouw                                                                                 | 1910                                                                                       | 6,88                                                                                       | 6,50                                                                                       | 2,15                                                                                       | 0,50                                                                                       |                                                                                            |                                                                                            |                                                                                            |
| MK1 Nederland                                                                              | Oosterdok                                                                                  | Zalmschouw                                                                                 | 1986                                                                                       | 9,00                                                                                       | 8,87                                                                                       | 2,78                                                                                       | 0,60                                                                                       |                                                                                            | meer foto's                                                                                |                                                                                            |
| MK2 Nederland                                                                              | Oosterdok                                                                                  | Zalmschouw                                                                                 | 1976                                                                                       | 7,00                                                                                       | 6,88                                                                                       | 2,14                                                                                       | 0,50                                                                                       |                                                                                            |                                                                                            |                                                                                            |
| NG63 Vesterhavet Nederland                                                                 |                                                                                            | Zalmschouw                                                                                 |                                                                                            |                                                                                            |                                                                                            |                                                                                            |                                                                                            |                                                                                            |                                                                                            |                                                                                            |
| OPI1 Nederland                                                                             | Oosterdok                                                                                  | Zalmschouw                                                                                 | 1998                                                                                       | 6,20                                                                                       | 5,20                                                                                       | 1,70                                                                                       | 0,40                                                                                       |                                                                                            |                                                                                            |                                                                                            |
| PG2 Nederland                                                                              | Oosterdok                                                                                  | Zalmschouw                                                                                 | 2004                                                                                       | 9,00                                                                                       | 8,00                                                                                       | 2,85                                                                                       | 0,40                                                                                       |                                                                                            |                                                                                            |                                                                                            |
| RA3 Nederland                                                                              | Oosterdok                                                                                  | Zalmschouw                                                                                 | 1920                                                                                       | 6,91                                                                                       | 6,65                                                                                       | 2,15                                                                                       | 0,35                                                                                       |                                                                                            |                                                                                            |                                                                                            |
| RO38 Nederland                                                                             | Oosterdok                                                                                  | Zalmschouw                                                                                 | 1898                                                                                       | 6,86                                                                                       | 6,00                                                                                       | 2,10                                                                                       | 0,30                                                                                       |                                                                                            | meer foto's                                                                                |                                                                                            |
| VE6 Nederland                                                                              | Oosterdok                                                                                  | Zalmschouw                                                                                 | 1994                                                                                       | 8,65                                                                                       | 7,50                                                                                       | 2,65                                                                                       | 0,40                                                                                       |                                                                                            |                                                                                            |                                                                                            |
| WKD11 Nederland                                                                            | Oosterdok                                                                                  | Zalmschouw                                                                                 | 1908                                                                                       | 7,00                                                                                       |                                                                                            | 2,30                                                                                       | 0,30                                                                                       |                                                                                            |                                                                                            |                                                                                            |
| WKD46 Nederland                                                                            | Oosterdok                                                                                  | Zalmschouw                                                                                 | 1900                                                                                       | 7,00                                                                                       |                                                                                            | 2,30                                                                                       | 0,30                                                                                       |                                                                                            |                                                                                            |                                                                                            |
| WKD49 Nederland                                                                            | Oosterdok                                                                                  | Zalmschouw                                                                                 | 1986                                                                                       | 8,00                                                                                       | 6,00                                                                                       | 2,50                                                                                       | 0,30                                                                                       |                                                                                            |                                                                                            |                                                                                            |
| WKD55 Nederland                                                                            | Oosterdok                                                                                  | Zalmschouw                                                                                 | 1973                                                                                       | 6,80                                                                                       | 5,00                                                                                       | 2,20                                                                                       | 0,35                                                                                       |                                                                                            |                                                                                            |                                                                                            |
| WKD101 Nederland                                                                           | Oosterdok                                                                                  | Zalmschouw                                                                                 | 2005                                                                                       | 7,00                                                                                       | 5,80                                                                                       | 2,30                                                                                       | 0,60                                                                                       |                                                                                            |                                                                                            |                                                                                            |
| WOU2 Nederland                                                                             | Oosterdok                                                                                  | Zalmschouw                                                                                 | 1901                                                                                       | 6,60                                                                                       | 6,00                                                                                       | 2,07                                                                                       | 0,40                                                                                       |                                                                                            |                                                                                            |                                                                                            |
| WOU20 Nederland                                                                            |                                                                                            | Zalmschouw                                                                                 |                                                                                            | 6,60                                                                                       |                                                                                            | 2,20                                                                                       | 0,30                                                                                       |                                                                                            |                                                                                            |                                                                                            |
| WOU27 Nederland                                                                            |                                                                                            | Zalmschouw                                                                                 |                                                                                            | 7,23                                                                                       | 6,20                                                                                       | 2,25                                                                                       | 0,35                                                                                       |                                                                                            |                                                                                            |                                                                                            |
| WOU42 Nederland                                                                            | Oosterdok                                                                                  | Zalmschouw                                                                                 | 1983                                                                                       | 7,25                                                                                       | 6,30                                                                                       | 2,20                                                                                       | 0,30                                                                                       |                                                                                            |                                                                                            |                                                                                            |
| WOU52 Nederland                                                                            | Oosterdok                                                                                  | Zalmschouw                                                                                 | 2009                                                                                       | 7,20                                                                                       | 6,50                                                                                       | 2,20                                                                                       | 0,50                                                                                       |                                                                                            |                                                                                            |                                                                                            |
| WOU64 Nederland                                                                            | Oosterdok                                                                                  | Zalmschouw                                                                                 | 1953                                                                                       | 7,40                                                                                       | 6,40                                                                                       | 2,10                                                                                       | 0,40                                                                                       |                                                                                            |                                                                                            |                                                                                            |
| WOU74 Nederland                                                                            | Oosterdok                                                                                  | Zalmschouw                                                                                 | 1997                                                                                       | 7,30                                                                                       |                                                                                            | 2,30                                                                                       | 0,45                                                                                       |                                                                                            |                                                                                            |                                                                                            |
| WOU82 Nederland                                                                            | Oosterdok                                                                                  | Zalmschouw                                                                                 | 1998                                                                                       | 7,35                                                                                       | 7,00                                                                                       | 2,20                                                                                       | 0,35                                                                                       |                                                                                            |                                                                                            |                                                                                            |

## Varende monumenten en historische vaartuigen: Overige vissersschepen
| Lijst van deelnemende varende monumenten en historische vaartuigen aan Sail Amsterdam 2015 | Lijst van deelnemende varende monumenten en historische vaartuigen aan Sail Amsterdam 2015 | Lijst van deelnemende varende monumenten en historische vaartuigen aan Sail Amsterdam 2015 | Lijst van deelnemende varende monumenten en historische vaartuigen aan Sail Amsterdam 2015 | Lijst van deelnemende varende monumenten en historische vaartuigen aan Sail Amsterdam 2015 | Lijst van deelnemende varende monumenten en historische vaartuigen aan Sail Amsterdam 2015 | Lijst van deelnemende varende monumenten en historische vaartuigen aan Sail Amsterdam 2015 | Lijst van deelnemende varende monumenten en historische vaartuigen aan Sail Amsterdam 2015 | Lijst van deelnemende varende monumenten en historische vaartuigen aan Sail Amsterdam 2015 | Lijst van deelnemende varende monumenten en historische vaartuigen aan Sail Amsterdam 2015 | Lijst van deelnemende varende monumenten en historische vaartuigen aan Sail Amsterdam 2015 |
| Naam                                                                                       | Ligplaats                                                                                  | Soort schip                                                                                | Bouwjaar                                                                                   | Lengte (m)                                                                                 | Lengte (m)                                                                                 | Breedte (m)                                                                                | Diepgang (m)                                                                               | Zeiloppervlak (m²)                                                                         | Foto                                                                                       |                                                                                            |
| Naam                                                                                       | Ligplaats                                                                                  | Soort schip                                                                                | Bouwjaar                                                                                   | totaal                                                                                     | romp                                                                                       | Breedte (m)                                                                                | Diepgang (m)                                                                               | Zeiloppervlak (m²)                                                                         | Foto                                                                                       |                                                                                            |
| ------------------------------------------------------------------------------------------ | ------------------------------------------------------------------------------------------ | ------------------------------------------------------------------------------------------ | ------------------------------------------------------------------------------------------ | ------------------------------------------------------------------------------------------ | ------------------------------------------------------------------------------------------ | ------------------------------------------------------------------------------------------ | ------------------------------------------------------------------------------------------ | ------------------------------------------------------------------------------------------ | ------------------------------------------------------------------------------------------ | ------------------------------------------------------------------------------------------ |
| De Jonge Joseph Nederland                                                                  | Oosterdok                                                                                  | Hengst                                                                                     | 1903                                                                                       | 10,50                                                                                      |                                                                                            | 3,85                                                                                       | 0,60                                                                                       |                                                                                            | meer foto's                                                                                |                                                                                            |
| Droncke-Oort Nederland                                                                     | Oosterdok                                                                                  | Schokker                                                                                   | 1967                                                                                       | 10,08                                                                                      |                                                                                            | 3,60                                                                                       | 0,70                                                                                       |                                                                                            |                                                                                            |                                                                                            |
| Gejaagd door de Wind Nederland                                                             | Oosterdok                                                                                  | Hoogaars                                                                                   | 1990                                                                                       | 10,55                                                                                      |                                                                                            | 3,75                                                                                       | 0,90                                                                                       |                                                                                            |                                                                                            |                                                                                            |
| YE 47 ENI 02319168 Nederland                                                               | IJhaven                                                                                    | Klipper                                                                                    | 1907                                                                                       | 23,0                                                                                       | 18,45                                                                                      | 4,65                                                                                       | 1,45                                                                                       | 180                                                                                        | meer foto's                                                                                |                                                                                            |

## Varende monumenten en historische vaartuigen: Motorjachten
| Lijst van deelnemende schepen van de Vereniging van Booteigenaren Oude Glorie | Lijst van deelnemende schepen van de Vereniging van Booteigenaren Oude Glorie | Lijst van deelnemende schepen van de Vereniging van Booteigenaren Oude Glorie | Lijst van deelnemende schepen van de Vereniging van Booteigenaren Oude Glorie | Lijst van deelnemende schepen van de Vereniging van Booteigenaren Oude Glorie | Lijst van deelnemende schepen van de Vereniging van Booteigenaren Oude Glorie | Lijst van deelnemende schepen van de Vereniging van Booteigenaren Oude Glorie | Lijst van deelnemende schepen van de Vereniging van Booteigenaren Oude Glorie | Lijst van deelnemende schepen van de Vereniging van Booteigenaren Oude Glorie |
| Naam                                                                          | Sail-in eskader                                                               | Ligplaats                                                                     | Soort schip                                                                   | Bouwjaar                                                                      | Lengte (m)                                                                    | Breedte (m)                                                                   | Diepgang (m)                                                                  | Foto                                                                          |
| ----------------------------------------------------------------------------- | ----------------------------------------------------------------------------- | ----------------------------------------------------------------------------- | ----------------------------------------------------------------------------- | ----------------------------------------------------------------------------- | ----------------------------------------------------------------------------- | ----------------------------------------------------------------------------- | ----------------------------------------------------------------------------- | ----------------------------------------------------------------------------- |
| Admar Nederland                                                               |                                                                               | Oosterdok                                                                     | Kofferdeksalonkruiser                                                         | 1910                                                                          | 9,50                                                                          | 2,25                                                                          | 0,4                                                                           |                                                                               |
| Amen Nederland                                                                |                                                                               | Oosterdok                                                                     | Bakdeksalonkruiser                                                            | 1931 ±                                                                        | 7,5                                                                           | 2,1                                                                           | 0,9                                                                           | meer foto's                                                                   |
| Auguste Nederland                                                             |                                                                               | Oosterdok                                                                     | Kofferdeksalonkruiser                                                         | 1927                                                                          | 8,95                                                                          | 2,3                                                                           | 0,7                                                                           |                                                                               |
| Bestevaer Nederland                                                           |                                                                               | Oosterdok                                                                     | Bakdekkruiser                                                                 | 1938                                                                          | 14                                                                            | 3,2                                                                           | 0,8                                                                           |                                                                               |
| Boelevaer III Nederland                                                       |                                                                               | Oosterdok                                                                     | Salonboot                                                                     | 1938                                                                          | 13                                                                            | 2,8                                                                           | 0,85                                                                          |                                                                               |
| Cato Nederland                                                                |                                                                               | Oosterdok                                                                     | Kofferdekkruiser + bakdek                                                     | 1934                                                                          | 8                                                                             |                                                                               | 0,65                                                                          |                                                                               |
| Cocagne Nederland                                                             |                                                                               | Oosterdok                                                                     | Bakdekkruiser                                                                 | 1938                                                                          | 14                                                                            | 3,25                                                                          | 1,5                                                                           | meer foto's                                                                   |
| Cornelia Nederland                                                            |                                                                               | Oosterdok                                                                     | Bakdeksalonkruiser                                                            | 1930                                                                          | 14                                                                            | 3                                                                             | 0,9                                                                           |                                                                               |
| De Elft Nederland                                                             |                                                                               | Oosterdok                                                                     | Super Holland kruiser                                                         | 1936                                                                          | 12                                                                            | 3,25                                                                          | 0,9                                                                           |                                                                               |
| De Tante Greet Nederland                                                      |                                                                               | Oosterdok                                                                     | Bakdekkruiser                                                                 | 1930                                                                          | 13,8                                                                          | 2,5                                                                           | 0,9                                                                           |                                                                               |
| De Vergulde Snoeck Nederland                                                  |                                                                               | Oosterdok                                                                     | Salonkruiser                                                                  | 1900                                                                          | 7,10                                                                          | 2,15                                                                          | 0,8                                                                           |                                                                               |
| Delima Nederland                                                              |                                                                               | Oosterdok                                                                     | Maaskruiser                                                                   | 1937                                                                          | 9,75                                                                          | 2,20                                                                          | 0,65                                                                          |                                                                               |
| Djarra Nederland                                                              |                                                                               | Oosterdok                                                                     | Maaskruiser                                                                   | 1936                                                                          | 12                                                                            | 3,85                                                                          | 0,67                                                                          |                                                                               |
| Elly Nederland                                                                |                                                                               | Oosterdok                                                                     | bakdekkruiser + kofferdek                                                     | 1930                                                                          | 10,5                                                                          | 3                                                                             | 0,85                                                                          |                                                                               |
| Ersa Nederland                                                                |                                                                               | Oosterdok                                                                     | Kofferdekkruiser + bakdek                                                     | 1933 ±                                                                        | 9,6                                                                           | 2,75                                                                          | 0,7                                                                           | meer foto's                                                                   |
| Excelsior Nederland                                                           |                                                                               | Oosterdok                                                                     | Bakdekkruiser                                                                 | 1935 ±                                                                        | 9,2                                                                           | 2,7                                                                           | 0,7                                                                           |                                                                               |
| Galliker Nederland                                                            |                                                                               | Oosterdok                                                                     | Bakdekkruiser + kofferdek                                                     | 1935                                                                          | 11                                                                            | 2,8                                                                           | 0,75                                                                          |                                                                               |
| Gonny Nederland                                                               |                                                                               | Oosterdok                                                                     | Kofferdekkruiser                                                              | 1935                                                                          | 10                                                                            | 2,7                                                                           | 0,65                                                                          |                                                                               |
| Immanuel Nederland                                                            |                                                                               | Oosterdok                                                                     | Salonboot                                                                     | 1928                                                                          | 10,8                                                                          | 2,4                                                                           | 0,8                                                                           |                                                                               |
| Jacaranda Nederland                                                           |                                                                               | Oosterdok                                                                     | Bakdekkruiser                                                                 | 1932                                                                          | 10,3                                                                          | 2,85                                                                          | 0,9                                                                           | meer foto's                                                                   |
| Jacoba van Reijer Dzn Nederland                                               |                                                                               | Oosterdok                                                                     | Bakdeksalonkruiser                                                            | 1925                                                                          | 17                                                                            | 3                                                                             | 1,25                                                                          | meer foto's                                                                   |
| Jan de Wit Nederland                                                          |                                                                               | Oosterdok                                                                     | Bakdekkruiser                                                                 | 1917                                                                          | 11,9                                                                          | 3,4                                                                           | 1,35                                                                          |                                                                               |
| Jantina Nederland                                                             |                                                                               | Oosterdok                                                                     | Bakdekkruiser + kofferdek                                                     | 1932                                                                          | 8,8                                                                           | 2,53                                                                          | 0,8                                                                           |                                                                               |
| l'Hirondelle Nederland                                                        |                                                                               | Oosterdok                                                                     | Royaalkruiser                                                                 | 1933                                                                          | 7,5                                                                           | 2,5                                                                           | 0,6                                                                           |                                                                               |
| Langouste Nederland                                                           |                                                                               | Oosterdok                                                                     | Kofferdekkruiser                                                              | 1935 ±                                                                        | 8,5                                                                           | 2,3                                                                           | 0,85                                                                          |                                                                               |
| Lotje Nederland                                                               |                                                                               | Oosterdok                                                                     | Kofferdekkruiser                                                              | 1937                                                                          | 6,7                                                                           | 2,2                                                                           | 0,75                                                                          |                                                                               |
| Ma'at Nederland                                                               |                                                                               | Oosterdok                                                                     | Maaskruiser                                                                   | 1930                                                                          | 9                                                                             | 2,30                                                                          | 0,60                                                                          | meer foto's                                                                   |
| Marsouin Nederland                                                            |                                                                               | Oosterdok                                                                     | Bakdekkruiser                                                                 | 1922                                                                          | 12,50                                                                         | 2,80                                                                          | 0,95                                                                          | meer foto's                                                                   |
| Mr. P.L.F. Blussé Nederland                                                   |                                                                               | Oosterdok                                                                     | Salonkruiser                                                                  | 1909                                                                          | 12,8                                                                          | 2,5                                                                           | 0,9                                                                           | meer foto's                                                                   |
| Peter Cobis Nederland                                                         |                                                                               | Oosterdok                                                                     | Bakdeksalonkruiser                                                            | 1943                                                                          | 17,65                                                                         | 4,10                                                                          | 0,90                                                                          |                                                                               |
| Njord Nederland                                                               |                                                                               | Oosterdok                                                                     | Bakdekkruiser                                                                 | 1936                                                                          | 7,60                                                                          | 2,20                                                                          |                                                                               |                                                                               |
| Old Dutch Nederland                                                           |                                                                               | Oosterdok                                                                     | Bakdekkruiser + kofferdek                                                     | 1930                                                                          | 7,50                                                                          | 2                                                                             | 0,70                                                                          |                                                                               |
| Old Lady Nederland                                                            |                                                                               | Oosterdok                                                                     | Bakdekkruiser + kofferdek                                                     | 1935                                                                          | 9                                                                             | 2,4                                                                           | 0,7                                                                           | meer foto's                                                                   |
| Old Timer Nederland                                                           |                                                                               | Oosterdok                                                                     | Bakdekkruiser                                                                 | 1930                                                                          | 10,40                                                                         | 2,80                                                                          | 0,85                                                                          |                                                                               |
| Onze Liefde Nederland                                                         |                                                                               | Oosterdok                                                                     | Bakdekkruiser                                                                 | 1931                                                                          | 8,70                                                                          | 2,40                                                                          | 0,65                                                                          |                                                                               |
| Orca Nederland                                                                |                                                                               | Oosterdok                                                                     | Bakdekkruiser                                                                 | 1938                                                                          | 10,00                                                                         | 3,20                                                                          | 1,00                                                                          |                                                                               |
| Oude Drijver Nederland                                                        |                                                                               | Oosterdok                                                                     | Bakdekkruiser                                                                 | 1934                                                                          | 10,50                                                                         | 2,80                                                                          | 0,80                                                                          |                                                                               |
| Pax Nederland                                                                 |                                                                               | Oosterdok                                                                     | Salonkruiser                                                                  | 1900 ±                                                                        | 15,5                                                                          | 2,6                                                                           | 0,9                                                                           |                                                                               |
| Pelikaan Nederland                                                            |                                                                               | Oosterdok                                                                     | Bakdekkruiser                                                                 | 1927                                                                          | 8                                                                             | 2,00                                                                          |                                                                               |                                                                               |
| Regina Nederland                                                              |                                                                               | Oosterdok                                                                     | Super Holland kruiser                                                         | 1934                                                                          |                                                                               |                                                                               |                                                                               | meer foto's                                                                   |
| Reiger Nederland                                                              |                                                                               | Oosterdok                                                                     | Bakdekkruiser + kofferdek                                                     | 1933                                                                          | 10,5                                                                          | 2,5                                                                           | 0,8                                                                           | meer foto's                                                                   |
| Run A'bout Nederland                                                          |                                                                               | Oosterdok                                                                     | Autoboot                                                                      | 1925                                                                          | 6,25                                                                          | 1,55                                                                          | 0,50                                                                          |                                                                               |
| Stormvogel Nederland                                                          |                                                                               | Oosterdok                                                                     | Bakdekkruiser                                                                 | 1939                                                                          | 13,5                                                                          | 2,85                                                                          | 1,25                                                                          |                                                                               |
| Tromp Nederland                                                               |                                                                               | Oosterdok                                                                     | Bakdeksalonkruiser                                                            | 1938                                                                          | 12                                                                            | 3,20                                                                          | 1,10                                                                          |                                                                               |
| Veteraan Nederland                                                            |                                                                               | Oosterdok                                                                     | Bakdeksalonkruiser                                                            | 1926                                                                          | 11,5                                                                          | 3                                                                             | 0,85                                                                          |                                                                               |
| Vrijstaat Nederland                                                           |                                                                               | Oosterdok                                                                     | Bakdekkruiser                                                                 | 1928                                                                          | 11                                                                            | 3                                                                             | 0,9                                                                           |                                                                               |
| Waterjuffer Nederland                                                         |                                                                               | Oosterdok                                                                     | salonboot                                                                     | 1910 ±                                                                        | 7,78                                                                          | 2,10                                                                          | 0,6                                                                           |                                                                               |
| Waterjuffer Nederland                                                         |                                                                               | Oosterdok                                                                     | Kofferdekkruiser                                                              | 1935                                                                          | 9,15                                                                          | 2,33                                                                          | 0,80                                                                          | meer foto's                                                                   |
| Wilhelmina Nederland                                                          |                                                                               | Oosterdok                                                                     |                                                                               | 1901                                                                          |                                                                               |                                                                               |                                                                               |                                                                               |
| Will-Ick Nederland                                                            |                                                                               | Oosterdok                                                                     | Bakdekkruiser                                                                 | 1932                                                                          | 10,5                                                                          | 2,6                                                                           | 0,7                                                                           | meer foto's                                                                   |
| Wil-Wel Nederland                                                             |                                                                               | Oosterdok                                                                     | Bakdekkruiser                                                                 | 1934 ±                                                                        | 10,5                                                                          | 2,85                                                                          | 0,8                                                                           |                                                                               |
| Zilvermeeuw Nederland                                                         |                                                                               | Oosterdok                                                                     | Bakdekkruiser                                                                 | 1938 ±                                                                        | 14,76                                                                         | 3,51                                                                          | 1,42                                                                          |                                                                               |

## Schepen van de Koninklijke Marine
| Lijst van deelnemende schepen van de Koninklijke Marine aan Sail Amsterdam 2015 | Lijst van deelnemende schepen van de Koninklijke Marine aan Sail Amsterdam 2015 | Lijst van deelnemende schepen van de Koninklijke Marine aan Sail Amsterdam 2015 | Lijst van deelnemende schepen van de Koninklijke Marine aan Sail Amsterdam 2015 | Lijst van deelnemende schepen van de Koninklijke Marine aan Sail Amsterdam 2015 | Lijst van deelnemende schepen van de Koninklijke Marine aan Sail Amsterdam 2015 | Lijst van deelnemende schepen van de Koninklijke Marine aan Sail Amsterdam 2015 | Lijst van deelnemende schepen van de Koninklijke Marine aan Sail Amsterdam 2015 | Lijst van deelnemende schepen van de Koninklijke Marine aan Sail Amsterdam 2015 | Lijst van deelnemende schepen van de Koninklijke Marine aan Sail Amsterdam 2015 | Lijst van deelnemende schepen van de Koninklijke Marine aan Sail Amsterdam 2015 | Lijst van deelnemende schepen van de Koninklijke Marine aan Sail Amsterdam 2015 |
| Naam                                                                            | Sail-In eskader                                                                 | Ligplaats                                                                       | Soort schip                                                                     | Bouwjaar                                                                        | Lengte (m)                                                                      | Lengte (m)                                                                      | Breedte (m)                                                                     | Diepgang (m)                                                                    | Zeiloppervlak (m²) of tonnage                                                   | Foto                                                                            |                                                                                 |
| Naam                                                                            | Sail-In eskader                                                                 | Ligplaats                                                                       | Soort schip                                                                     | Bouwjaar                                                                        | totaal                                                                          | romp                                                                            | Breedte (m)                                                                     | Diepgang (m)                                                                    | Zeiloppervlak (m²) of tonnage                                                   | Foto                                                                            |                                                                                 |
| ------------------------------------------------------------------------------- | ------------------------------------------------------------------------------- | ------------------------------------------------------------------------------- | ------------------------------------------------------------------------------- | ------------------------------------------------------------------------------- | ------------------------------------------------------------------------------- | ------------------------------------------------------------------------------- | ------------------------------------------------------------------------------- | ------------------------------------------------------------------------------- | ------------------------------------------------------------------------------- | ------------------------------------------------------------------------------- | ------------------------------------------------------------------------------- |
| Zr.Ms. Bruinvis Nederland                                                       | 122                                                                             | IJhaven Javakade 32                                                             | Onderzeeboot                                                                    | 1994                                                                            | 67,7                                                                            |                                                                                 | 8,4                                                                             | 6,6                                                                             | 2.800                                                                           | meer foto's                                                                     |                                                                                 |
| Zr.Ms. De Ruyter Nederland                                                      | 002                                                                             | Het IJ Sumatrakade 36                                                           | Fregat                                                                          | 2004                                                                            | 144                                                                             |                                                                                 | 17                                                                              |                                                                                 | 6.050                                                                           | meer foto's                                                                     |                                                                                 |
| Zr.Ms. Hunze IMO 8704004 Nederland                                              | Neen                                                                            |                                                                                 | Sleepboot                                                                       | 1987                                                                            | 27,45                                                                           |                                                                                 | 8,30                                                                            | 2,70                                                                            | 1.600 pk                                                                        | meer foto's                                                                     |                                                                                 |
| Zr.Ms. Urania Nederland                                                         | 068                                                                             | IJ Veemkade 21                                                                  | Kits                                                                            | 2004                                                                            | 26,856                                                                          | 23,40                                                                           | 6,04                                                                            | 2,50                                                                            | 302,7 m²                                                                        | meer foto's                                                                     |                                                                                 |
| Zr.Ms. Zeeland Nederland                                                        | 167                                                                             | IJhaven Veemkade 7                                                              | Patrouillevaartuig                                                              | 2012                                                                            | 107,9                                                                           |                                                                                 | 16                                                                              | 4,55                                                                            | 3.750                                                                           | meer foto's                                                                     |                                                                                 |

## Voormalige schepen van de Koninklijke Marine
| Lijst van deelnemende schepen aan Sail Amsterdam 2015 | Lijst van deelnemende schepen aan Sail Amsterdam 2015 | Lijst van deelnemende schepen aan Sail Amsterdam 2015 | Lijst van deelnemende schepen aan Sail Amsterdam 2015 | Lijst van deelnemende schepen aan Sail Amsterdam 2015 | Lijst van deelnemende schepen aan Sail Amsterdam 2015 | Lijst van deelnemende schepen aan Sail Amsterdam 2015 | Lijst van deelnemende schepen aan Sail Amsterdam 2015 | Lijst van deelnemende schepen aan Sail Amsterdam 2015 | Lijst van deelnemende schepen aan Sail Amsterdam 2015 | Lijst van deelnemende schepen aan Sail Amsterdam 2015 | Lijst van deelnemende schepen aan Sail Amsterdam 2015 |
| Naam                                                  | Sail-In eskader                                       | Ligplaats                                             | Soort schip                                           | Bouwjaar                                              | Lengte (m)                                            | Lengte (m)                                            | Breedte (m)                                           | Diepgang (m)                                          | Zeiloppervlak (m²) of tonnage                         | Foto                                                  |                                                       |
| Naam                                                  | Sail-In eskader                                       | Ligplaats                                             | Soort schip                                           | Bouwjaar                                              | totaal                                                | romp                                                  | Breedte (m)                                           | Diepgang (m)                                          | Zeiloppervlak (m²) of tonnage                         | Foto                                                  |                                                       |
| ----------------------------------------------------- | ----------------------------------------------------- | ----------------------------------------------------- | ----------------------------------------------------- | ----------------------------------------------------- | ----------------------------------------------------- | ----------------------------------------------------- | ----------------------------------------------------- | ----------------------------------------------------- | ----------------------------------------------------- | ----------------------------------------------------- | ----------------------------------------------------- |
| Naaldwijk Nederland                                   | Neen                                                  | Het IJ Sumatrakade 44                                 | Voormalige Mijnenveger                                | 1955                                                  | 46,62                                                 |                                                       | 8,78                                                  | 2,55                                                  | 400 ton                                               | meer foto's                                           |                                                       |
| Roermond Nederland                                    | Neen                                                  | Het IJ Sumatrakade 45                                 | Voormalige Mijnenveger                                | 1955                                                  | 46,62                                                 |                                                       | 8,78                                                  | 2,28                                                  | 417 ton                                               | meer foto's                                           |                                                       |

## Overige schepen met een ligplaats op het evenement
| Lijst van deelnemende zeilschepen aan Sail Amsterdam 2015 | Lijst van deelnemende zeilschepen aan Sail Amsterdam 2015 | Lijst van deelnemende zeilschepen aan Sail Amsterdam 2015 | Lijst van deelnemende zeilschepen aan Sail Amsterdam 2015 | Lijst van deelnemende zeilschepen aan Sail Amsterdam 2015 | Lijst van deelnemende zeilschepen aan Sail Amsterdam 2015 | Lijst van deelnemende zeilschepen aan Sail Amsterdam 2015 | Lijst van deelnemende zeilschepen aan Sail Amsterdam 2015 | Lijst van deelnemende zeilschepen aan Sail Amsterdam 2015 | Lijst van deelnemende zeilschepen aan Sail Amsterdam 2015 | Lijst van deelnemende zeilschepen aan Sail Amsterdam 2015 | Lijst van deelnemende zeilschepen aan Sail Amsterdam 2015 |
| Naam                                                      | Sail-In eskader                                           | Ligplaats                                                 | Soort schip                                               | Bouwjaar                                                  | Lengte (m)                                                | Lengte (m)                                                | Breedte (m)                                               | Diepgang (m)                                              | Zeiloppervlak (m²) of tonnage                             | Foto                                                      |                                                           |
| Naam                                                      | Sail-In eskader                                           | Ligplaats                                                 | Soort schip                                               | Bouwjaar                                                  | totaal                                                    | romp                                                      | Breedte (m)                                               | Diepgang (m)                                              | Zeiloppervlak (m²) of tonnage                             | Foto                                                      |                                                           |
| --------------------------------------------------------- | --------------------------------------------------------- | --------------------------------------------------------- | --------------------------------------------------------- | --------------------------------------------------------- | --------------------------------------------------------- | --------------------------------------------------------- | --------------------------------------------------------- | --------------------------------------------------------- | --------------------------------------------------------- | --------------------------------------------------------- | --------------------------------------------------------- |
| Elfin Nederland                                           | Neen                                                      | Het IJ Noordwal 50                                        | Stoomschip                                                | 1934                                                      | 32                                                        |                                                           | 7,5                                                       | 2,40                                                      | 222 ton                                                   |                                                           |                                                           |
| George Stephenson IMO 9405045 Kaaimaneilanden             | Neen                                                      | Het IJ Noordwal 49                                        | Stoomschip                                                | 2013                                                      | 26,20                                                     |                                                           | 6,50                                                      | 2,05                                                      | 150 ton                                                   | meer foto's                                               |                                                           |

## Rondvaartboten, salonboten, sloepen e.d.
De basis van deze lijst is het Register Passagiersvervoer van Waternet, versie maart 2013, en de schepen die geaccrediteerd zijn t/m maart 2015. Ze hebben geen vaste ligplaats bij het evenement, maar varen rond en liggen op hun eigen ligplaats of tijdelijk elders in de buurt.
| Lijst van geaccrediteerde rondvaartboten, salonboten, sloepen e.d. bij Sail Amsterdam 2015 | Lijst van geaccrediteerde rondvaartboten, salonboten, sloepen e.d. bij Sail Amsterdam 2015 | Lijst van geaccrediteerde rondvaartboten, salonboten, sloepen e.d. bij Sail Amsterdam 2015 | Lijst van geaccrediteerde rondvaartboten, salonboten, sloepen e.d. bij Sail Amsterdam 2015 | Lijst van geaccrediteerde rondvaartboten, salonboten, sloepen e.d. bij Sail Amsterdam 2015 | Lijst van geaccrediteerde rondvaartboten, salonboten, sloepen e.d. bij Sail Amsterdam 2015 | Lijst van geaccrediteerde rondvaartboten, salonboten, sloepen e.d. bij Sail Amsterdam 2015 | Lijst van geaccrediteerde rondvaartboten, salonboten, sloepen e.d. bij Sail Amsterdam 2015 | Lijst van geaccrediteerde rondvaartboten, salonboten, sloepen e.d. bij Sail Amsterdam 2015 | Lijst van geaccrediteerde rondvaartboten, salonboten, sloepen e.d. bij Sail Amsterdam 2015 |
| Naam                                                                                       | Soort schip                                                                                | Bouwjaar                                                                                   | Lengte (m)                                                                                 | Lengte (m)                                                                                 | Breedte (m)                                                                                | Diepgang (m)                                                                               | Aandrijving                                                                                | Foto                                                                                       |                                                                                            |
| Naam                                                                                       | Soort schip                                                                                | Bouwjaar                                                                                   | totaal                                                                                     | romp                                                                                       | Breedte (m)                                                                                | Diepgang (m)                                                                               | Aandrijving                                                                                | Foto                                                                                       |                                                                                            |
| ------------------------------------------------------------------------------------------ | ------------------------------------------------------------------------------------------ | ------------------------------------------------------------------------------------------ | ------------------------------------------------------------------------------------------ | ------------------------------------------------------------------------------------------ | ------------------------------------------------------------------------------------------ | ------------------------------------------------------------------------------------------ | ------------------------------------------------------------------------------------------ | ------------------------------------------------------------------------------------------ | ------------------------------------------------------------------------------------------ |
| Adeline ENI 02014322 Nederland                                                             | Salonboot                                                                                  | 1926                                                                                       | 20,50                                                                                      |                                                                                            | 2,20                                                                                       |                                                                                            | Diesel CCR1                                                                                |                                                                                            |                                                                                            |
| Admiraal Heijn Nederland                                                                   | Salonboot                                                                                  | 1996                                                                                       | 8                                                                                          |                                                                                            | 3                                                                                          |                                                                                            | Elektrisch                                                                                 |                                                                                            |                                                                                            |
| Anna Maria ENI 02307521 Nederland                                                          | Salonboot                                                                                  | 1910                                                                                       | 20,97                                                                                      |                                                                                            | 3,67                                                                                       | 1,18                                                                                       | Diesel                                                                                     |                                                                                            |                                                                                            |
| Belle Epoque ENI 02015570 Nederland                                                        | Salonboot                                                                                  | 1910                                                                                       | 14,80                                                                                      |                                                                                            |                                                                                            |                                                                                            | Diesel CCR1                                                                                |                                                                                            |                                                                                            |
| Bota Fogo ENI 02334600 Nederland                                                           | Tjalk                                                                                      | 1890                                                                                       | 20                                                                                         |                                                                                            | 3                                                                                          |                                                                                            | Diesel CCR2                                                                                |                                                                                            |                                                                                            |
| Bredero ENI 02329762 Nederland                                                             | City tender                                                                                | 2007                                                                                       | 20,02                                                                                      |                                                                                            | 2,50                                                                                       |                                                                                            | Elektrisch                                                                                 |                                                                                            |                                                                                            |
| Couperus Nederland                                                                         | Salonboot                                                                                  | 2007                                                                                       | 20                                                                                         |                                                                                            | 4                                                                                          |                                                                                            | Elektrisch + back-up generator                                                             |                                                                                            |                                                                                            |
| De Amstel Nederland                                                                        | Salonboot                                                                                  |                                                                                            | 12                                                                                         |                                                                                            | 2                                                                                          |                                                                                            | Diesel CCR1                                                                                |                                                                                            |                                                                                            |
| De Liefde Nederland                                                                        | Salonboot                                                                                  | 1905                                                                                       | 12                                                                                         |                                                                                            | 3                                                                                          |                                                                                            | Diesel CCR1                                                                                |                                                                                            |                                                                                            |
| De Muze ENI 02013327 Nederland                                                             | Salonboot                                                                                  |                                                                                            | 10,64                                                                                      |                                                                                            | 2                                                                                          |                                                                                            | Elektrisch                                                                                 |                                                                                            |                                                                                            |
| De Stern Nederland                                                                         | Salonboot                                                                                  | 1920                                                                                       | 11,74                                                                                      |                                                                                            | 2,55                                                                                       | 0,95                                                                                       | Diesel CCR1                                                                                |                                                                                            |                                                                                            |
| De Veerman van Kampen ENI 03270646 Nederland                                               | Salonboot                                                                                  | 1963                                                                                       | 44,80                                                                                      |                                                                                            | 7,25                                                                                       | 1,60                                                                                       | Caterpillar 450 pk diesel                                                                  | meer foto's                                                                                |                                                                                            |
| Emma ENI 02334725 Nederland                                                                | Salonboot                                                                                  | 1913                                                                                       | 12,00                                                                                      |                                                                                            |                                                                                            |                                                                                            | Diesel                                                                                     | meer foto's                                                                                |                                                                                            |
| Gaasterland ENI 02212404 Nederland                                                         | Salonboot                                                                                  | 1909                                                                                       | 24,50                                                                                      |                                                                                            | 4,20                                                                                       | 1,30                                                                                       | John Deere 154 pk diesel                                                                   |                                                                                            |                                                                                            |
| Grace Kelly ENI 02207536 Nederland                                                         | Salonboot                                                                                  | 1966                                                                                       | 49,27                                                                                      |                                                                                            | 8,32                                                                                       | 2,06                                                                                       | Cummins 500 pk diesel                                                                      | meer foto's                                                                                |                                                                                            |
| Griffioen ENI Nederland                                                                    | Salonboot                                                                                  | 1909                                                                                       |                                                                                            |                                                                                            |                                                                                            |                                                                                            | Diesel                                                                                     |                                                                                            |                                                                                            |
| Hanzestad ENI 02212062 Nederland                                                           | Salonboot                                                                                  | 2005                                                                                       | 30                                                                                         |                                                                                            | 6,70                                                                                       | 1,30                                                                                       |                                                                                            |                                                                                            |                                                                                            |
| Henry Schmitz ENI 02014226 Nederland                                                       | Salonboot                                                                                  |                                                                                            | 15,18                                                                                      |                                                                                            | 2                                                                                          |                                                                                            | Diesel                                                                                     |                                                                                            |                                                                                            |
| Hilda ENI 02014254 Nederland                                                               | Salonboot                                                                                  |                                                                                            | 16,54                                                                                      |                                                                                            |                                                                                            |                                                                                            | Elektrisch                                                                                 |                                                                                            |                                                                                            |
| Hildebrand ENI 02009318 Nederland                                                          | Trekschuit                                                                                 | 1888                                                                                       | 19,99                                                                                      |                                                                                            | 3,6                                                                                        | 1,48                                                                                       | Elektrisch                                                                                 |                                                                                            |                                                                                            |
| HRH ENI 02333067 Nederland                                                                 | Salonboot                                                                                  | 1913                                                                                       | 18,00                                                                                      |                                                                                            | 2,50                                                                                       |                                                                                            | Diesel CCR2                                                                                | meer foto's                                                                                |                                                                                            |
| Hydrograaf Pakjesboot 12 ENI 02508825 Nederland                                            | Salonboot                                                                                  | 1910                                                                                       | 40,45                                                                                      |                                                                                            | 6,70                                                                                       | 1,80                                                                                       | Rolls Royce 2 x 410 pk diesel                                                              | meer foto's                                                                                |                                                                                            |
| Iris Nederland                                                                             | Salonboot                                                                                  |                                                                                            |                                                                                            |                                                                                            |                                                                                            |                                                                                            | Elektrisch                                                                                 |                                                                                            |                                                                                            |
| Ivresse ENI 02335428 Nederland                                                             | Salonboot                                                                                  | 1914                                                                                       | 9,00                                                                                       |                                                                                            |                                                                                            |                                                                                            | Diesel CCR2                                                                                |                                                                                            |                                                                                            |
| Jacob van Lennep ENI 02329763 Nederland                                                    | Trekschuit                                                                                 | 1888                                                                                       | 17,14                                                                                      |                                                                                            | 3,48                                                                                       | 0,99                                                                                       | Diesel CCR1                                                                                |                                                                                            |                                                                                            |
| Jean Schmitz Nederland                                                                     | Salonboot                                                                                  |                                                                                            | 16                                                                                         |                                                                                            | 4                                                                                          |                                                                                            | Diesel                                                                                     |                                                                                            |                                                                                            |
| Kleyn Amsterdam ENI 02312312 Nederland                                                     | Salonboot                                                                                  | 1905                                                                                       | 10,20                                                                                      |                                                                                            | 2                                                                                          |                                                                                            |                                                                                            |                                                                                            |                                                                                            |
| La Reine Nederland                                                                         | Salonboot                                                                                  | 1906                                                                                       | 12,05                                                                                      |                                                                                            | 2,65                                                                                       |                                                                                            | Elektrisch                                                                                 |                                                                                            |                                                                                            |
| Lelie ENI 02323004 Nederland                                                               | Rondvaartboot                                                                              | 1908                                                                                       | 23,80                                                                                      |                                                                                            | 4,10                                                                                       | 1,60                                                                                       | Diesel CCR2                                                                                | meer foto's                                                                                |                                                                                            |
| Libelle ENI 02210879 Nederland                                                             | Salonboot                                                                                  | 1905                                                                                       | 18,30                                                                                      |                                                                                            | 3,30                                                                                       |                                                                                            | Elektrisch                                                                                 |                                                                                            |                                                                                            |
| Lieve ENI 02313216 Nederland                                                               | Salonboot                                                                                  |                                                                                            | 13,00                                                                                      |                                                                                            | 4                                                                                          |                                                                                            | Elektrisch                                                                                 |                                                                                            |                                                                                            |
| Marie Zurholle Nederland                                                                   | Sloep                                                                                      | 1912                                                                                       | 11                                                                                         |                                                                                            | 2                                                                                          |                                                                                            | Elektrisch                                                                                 |                                                                                            |                                                                                            |
| Mona Lisa Nederland                                                                        | Salonboot                                                                                  |                                                                                            | 12,2                                                                                       |                                                                                            | 2,9                                                                                        |                                                                                            | Diesel CCR2                                                                                |                                                                                            |                                                                                            |
| Monne de Miranda ENI 02013910 Nederland                                                    | Salonboot                                                                                  | 1938                                                                                       | 20,0                                                                                       |                                                                                            | 3                                                                                          |                                                                                            | Elektrisch                                                                                 |                                                                                            |                                                                                            |
| Multatuli ENI 02333366 Nederland                                                           | City tender                                                                                |                                                                                            | 20,02                                                                                      |                                                                                            | 4                                                                                          |                                                                                            | Elektrisch                                                                                 |                                                                                            |                                                                                            |
| Najade ENI 02335507 Nederland                                                              | Salonboot                                                                                  | 1907                                                                                       | 13,38                                                                                      |                                                                                            | 3                                                                                          | 0,9                                                                                        | Diesel                                                                                     |                                                                                            |                                                                                            |
| Nirvana ENI 02005295 Nederland                                                             | Salonboot                                                                                  | 1957                                                                                       | 48,56                                                                                      |                                                                                            | 7,10                                                                                       | 1,31                                                                                       | GM 400 pk diesel                                                                           |                                                                                            |                                                                                            |
| Old Queen ENI 02013559 Nederland                                                           | Salonboot                                                                                  | 1932                                                                                       | 16,56                                                                                      |                                                                                            | 2                                                                                          |                                                                                            | Diesel                                                                                     |                                                                                            |                                                                                            |
| Ondine ENI 02013008 Nederland                                                              | Salonboot                                                                                  | 1909                                                                                       | 13                                                                                         |                                                                                            | 2,50                                                                                       |                                                                                            | Diesel CCR2                                                                                |                                                                                            |                                                                                            |
| Panta Rhei Nederland                                                                       | Salonboot                                                                                  |                                                                                            | 13                                                                                         |                                                                                            | 3                                                                                          |                                                                                            | Diesel                                                                                     |                                                                                            |                                                                                            |
| Paradis ENI 02335427 Nederland                                                             | Salonboot                                                                                  | 1920                                                                                       | 9,00                                                                                       |                                                                                            |                                                                                            |                                                                                            | Diesel CCR2                                                                                |                                                                                            |                                                                                            |
| Prix d'eau Nederland                                                                       | Salonboot                                                                                  | 1910                                                                                       | 10,35                                                                                      |                                                                                            | 2,30                                                                                       |                                                                                            | Elektrisch                                                                                 |                                                                                            |                                                                                            |
| Proost van Sint Jan ENI 02335508 Nederland                                                 | Salonboot                                                                                  |                                                                                            | 19,25                                                                                      |                                                                                            | 3,03                                                                                       | 0,85                                                                                       | Diesel                                                                                     |                                                                                            |                                                                                            |
| Stan Huygens ENI 02010675 Nederland                                                        | VIP boot                                                                                   |                                                                                            | 20,80                                                                                      |                                                                                            | 4                                                                                          |                                                                                            |                                                                                            | meer foto's                                                                                |                                                                                            |
| S.S. Wolk ENI 02015673 Nederland                                                           | Salonboot                                                                                  | 2004                                                                                       | 22,0                                                                                       |                                                                                            | 4                                                                                          |                                                                                            | Hybride diesel CCR1 Elektrisch                                                             |                                                                                            |                                                                                            |
| Swean Nederland                                                                            | Salonboot                                                                                  |                                                                                            |                                                                                            |                                                                                            |                                                                                            |                                                                                            |                                                                                            |                                                                                            |                                                                                            |
| Succes ENI 02320848 Nederland                                                              | Salonboot                                                                                  | 1897                                                                                       | 38,45                                                                                      |                                                                                            | 7,19                                                                                       | 1,92                                                                                       | Hybride Stoom Diesel                                                                       | meer foto's                                                                                |                                                                                            |
| Terra Nova Nederland                                                                       | Salonboot                                                                                  | 1900                                                                                       | 11                                                                                         |                                                                                            | 3                                                                                          |                                                                                            | Elektrisch                                                                                 |                                                                                            |                                                                                            |
| Thalassa ENI 02304407 Nederland                                                            | Salonboot                                                                                  | 1964                                                                                       | 34,52                                                                                      |                                                                                            | 6,50                                                                                       | 2,75                                                                                       | Cummins 270 pk diesel                                                                      | meer foto's                                                                                |                                                                                            |
| Viking Nederland                                                                           | Salonboot                                                                                  | 1928                                                                                       | 21                                                                                         |                                                                                            | 4,50                                                                                       | 1,53                                                                                       | Diesel                                                                                     |                                                                                            |                                                                                            |
| Vondel Nederland                                                                           | City tender                                                                                |                                                                                            | 20                                                                                         |                                                                                            | 4                                                                                          |                                                                                            | Elektrisch + back-up generator                                                             |                                                                                            |                                                                                            |
| Wilhelmus Nederland                                                                        | Motordekschuit                                                                             | 1922                                                                                       | 17,7                                                                                       |                                                                                            | 4.05                                                                                       |                                                                                            | Elektrisch & CCR1                                                                          |                                                                                            |                                                                                            |